# Сан-Франциско
Сан-Франци́ско (англ. San Francisco [ˌsæn frənˈsɪskoʊ], разг. просторечн. Frisco) — город в штате Калифорния, США; административный центр округа Сан-Франци́ско. Культурный, коммерческий, финансовый центр Северной Калифорнии. Назван в честь католического святого (по-испански San) Франциска Ассизского. Население в 2017 году составляло 884 363 человек, это четвёртый по численности населения город Калифорнии и двенадцатый в США. Площадь Сан-Франциско составляет 600,6 км2, из них суши — 121,4 км2, воды — 479,2 км2. Сан-Франциско расположен на северной оконечности полуострова Сан-Франциско. Бо́льшую часть своей истории он являлся самым населённым и важным городом области залива Сан-Франциско.
В 1776 году испанцы обосновались на побережье острова, построив форт у пролива Золотые Ворота и основав миссию, названную в честь Святого Франциска. Возникший рядом с ней небольшой городок назывался Йерба-Буэна (исп. Yerba Buena). В 1848 году, благодаря калифорнийской золотой лихорадке, город начал бурно расти. В этом же году он был переименован в Сан-Франциско. После разрушительного землетрясения и пожара в 1906 году город был быстро и практически полностью перестроен.
Сан-Франциско является мировым туристическим центром, известный своими летними холодными туманами, крутыми холмами и сочетанием викторианской и современной архитектуры. В число достопримечательностей города входят мост «Золотые ворота», остров Алькатрас, система канатных трамваев, Башня Койт и Чайна-таун.

## История

### Доколониальная история
До появления европейцев, полуостров Сан-Франциско заселяли индейцы племени олони. Первые их поселения в том районе археологи датируют 3000 годом до нашей эры.

### Прибытие европейцев, ранние колонии

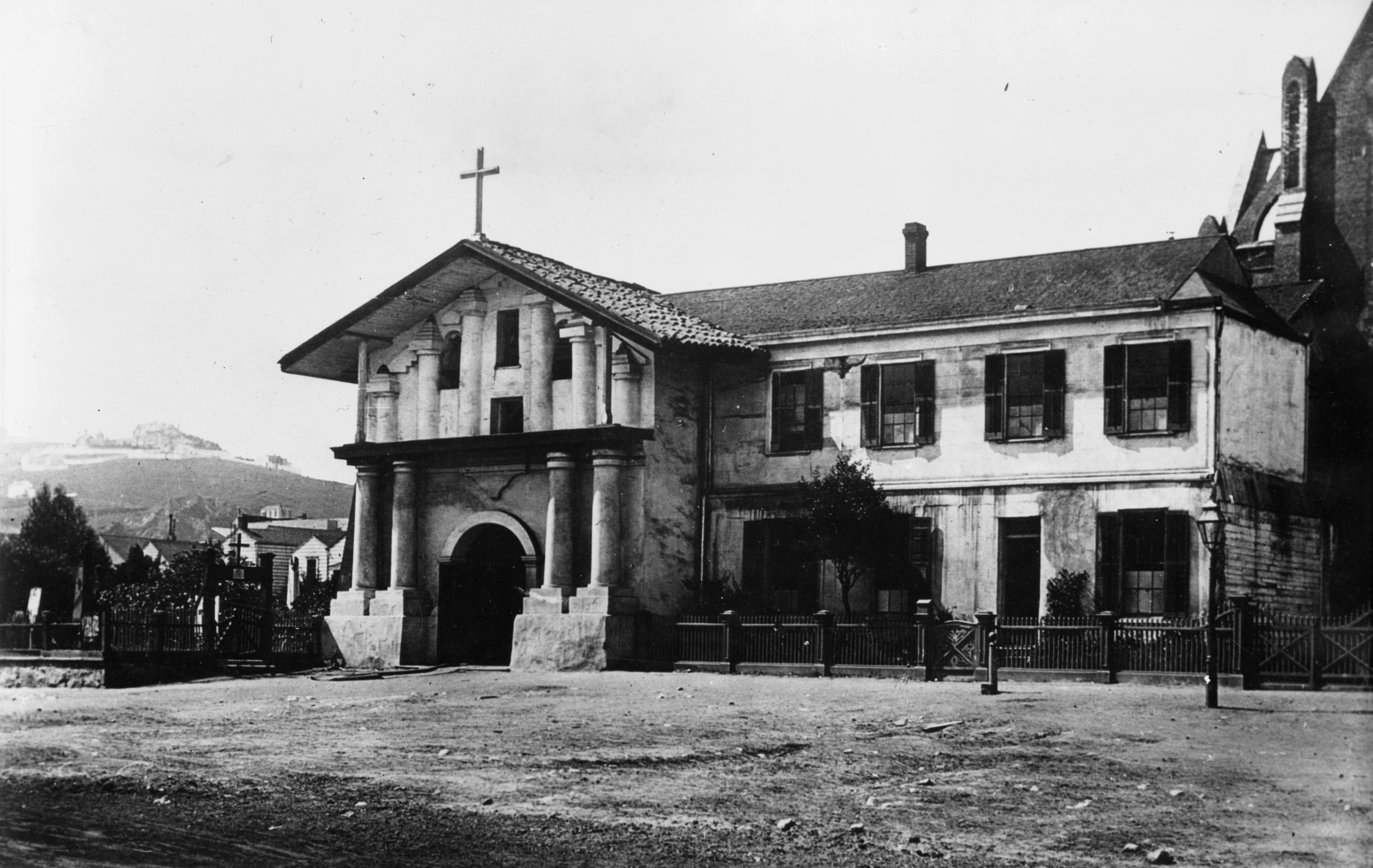
Миссия Святого Франциска Ассизского

Испанская исследовательская группа под командованием Гаспара Де Портолы прибыла сюда 2 ноября 1769 года, это был первый задокументированный визит в Залив Сан-Франциско, вся прибрежная территория была присоединена к вице-королевству Новая Испания. Семь лет спустя испанцами была основана Миссия Святого Франциска Ассизского (другое её название — Миссия Долорес), которая находилась под прикрытием небольшого форта, на месте которого сейчас находится парк Пресидио. Название района Рашен-Хилл (англ. Russian Hill — русский холм), расположенного в центре Сан-Франциско, появилось во времена Золотой лихорадки, когда поселенцами было обнаружено небольшое захоронение на вершине холма. Несмотря на то, что тела не были идентифицированы, надписи кириллицей на надгробиях позволили предположить, что это были могилы русских торговцев и моряков, проживавших в Форт-Россе.
После объявления Мексикой в 1821 году независимости от Испании Сан-Франциско, как и вся Калифорния, стал частью мексиканской территории. В 1835 году англичанин Уильям А. Ричардсон построил первый капитальный европейский дом, недалеко от миссии, там, где сейчас находится сквер Портсмут. Вместе с правителем колонии Франсиско де Аро он создал первый план города, который был назван Йерба-Буэной (исп. Yerba Buena, буквально Хорошая Трава). В 1838 году он подал прошение о получении большого участка земли в округе Марин, в 1841 году Ричардсон получил её и построил там ранчо Саусалито. В 1839 году швейцарским уроженцем Жаном Жаком Вьоже был создан первый регулярный план застройки города, по которому тот в значительной степени и развивался в последующие десятилетия.

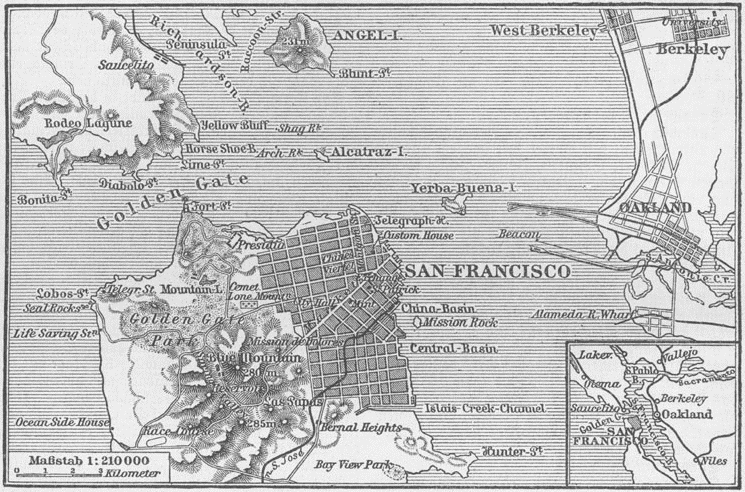
Карта 1888 года

7 июля 1846 года, во время Американо-мексиканской войны, командующий флотом Джон Д. Слоат выдвинул претензии США на Калифорнию, через 2 дня он с капитаном Джоном Б. Монтгомери прибыл в Йерба-Буэну. В начале июля 1846 года в район города прибывает группа из 238 мормонов, иммигрировавшими с восточного побережья по причине религиозных гонений. Они прибыли на корабле «Бруклин» под командованием Сэма Брэннана, который с частью этой группы остался жить в Йерба-Буэне и впоследствии разбогател. Через год Йерба-Буэна была переименована в Сан-Франциско. Город и вся Калифорния стали официально американскими благодаря договору Гуадалупе-Идальго (февраль 1848), который закончил Американо-мексиканскую войну. Тем не менее, он продолжал считаться небольшим поселением с неблагоприятными условиями.
Первым из целого ряда мероприятий по изменению окружающей среды в Сан-Франциско было осушение болот для расширения территории под строительство. Современный центр города построен над старой бухтой Йерба-Буэна, высушенной по приказу губернатора Стивена Карни в 1847 году.

### Золотая лихорадка
Калифорнийская золотая лихорадка, которая началась в 1848 году, вызвала резкий рост населения в городе. Начиная с января 1848 года, до декабря 1849 года, население Сан-Франциско увеличилось с 1000 до 25 000 человек. Стремительный прирост продолжался в течение последующих 50 лет, новые Комстокские залежи серебра в Неваде подхлестнули новую волну иммиграции. Город не был готов к такому резкому увеличению числа жителей, поэтому возникли большие проблемы с транспортом на узких улочках, с которыми он борется по сегодняшний день. Сан-Франциско был самым большим городом США западнее реки Миссисипи до 1920 года, когда его по населению опередил Лос-Анджелес.

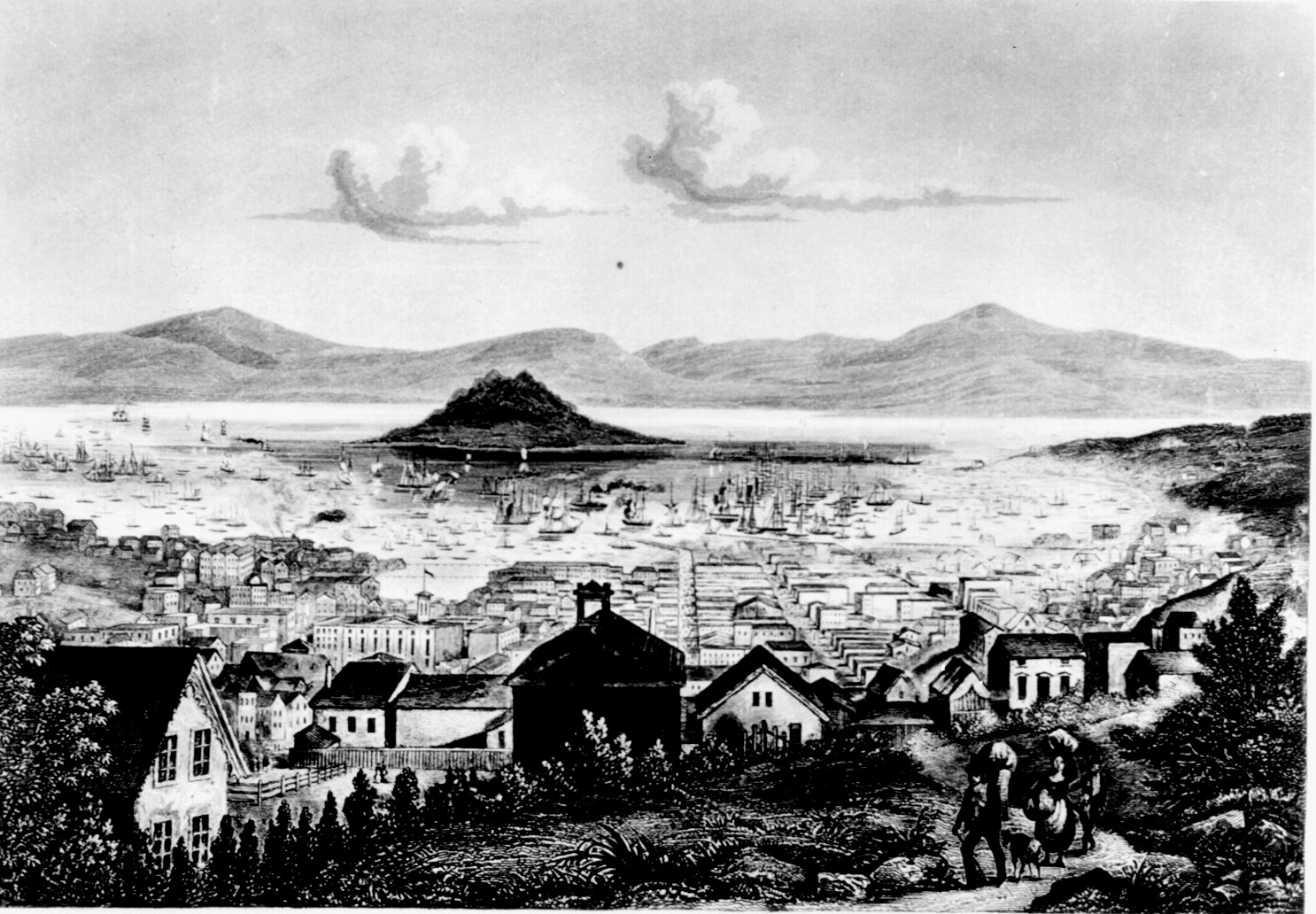
Сан-Франциско 1855 года

В годы золотой лихорадки в город приехало очень много китайских рабочих для работы на золотых шахтах, а в будущем для работы на трансконтинентальной железной дороге. Китайский квартал в Сан-Франциско был и остаётся одним из самых больших в стране. Пятая часть жителей Сан-Франциско — китайцы, это одна из самых крупных китайских диаспор в мире. Золотая лихорадка многим сулила неплохую добычу, поэтому в городе стали появляться богатые и знаменитые банкиры, архитекторы, магнаты и владельцы шахт, такие как Чарлс Кокер, Марк Хопкинс, Колинс П. Хантингтон и Леланд Стэнфорд. Они быстро стали застраивать своими особняками район Ноб-Хил, сейчас многие из этих сооружений стали известными отелями в Сан-Франциско (Марк Хопкинс Отель и Отель Хантингтон). Многие горожане требовали от властей предоставить больше рабочих мест, поэтому в период «большой иммиграции» появилось много новых компаний, которые впоследствии стали широко известны — компания по производству одежды — Levi Strauss & Co., компания по производству шоколада — Ghirardelli и банк Wells Fargo.
Как и во многих горных городах, социальный климат в раннем Сан-Франциско был нестабильный. Эта обстановка вызвала большой резонанс в сенате США, а серия законов Компромисс 1850 разожгла распри на почве проблемы «жестокого труда». В 1851, а потом и в 1856 году был создан «Комитет Бдительности», который боролся с преступностью, коррупцией в правительственных кругах и насилием над иммигрантами, но, возможно, этот комитет создал больше беззакония, чем предотвратил. Это популярное в народе движение линчевало 12 человек, похитило сотни ирландцев, членов правительства и насильно заставило уйти в отставку официально выбранных лиц города. Два раза «Комитет Бдительности» останавливали применением силы, после чего решили, что город «вычищен». Этот комитет позднее сфокусировался на иммигрантах из Китая, создав множество беспорядков в районе Чайна-таун, которые привели к созданию закона об ослаблении китайской иммиграции в США путём уменьшения разрешённого числа иммигрантов в городе. «Акт о Китайской иммиграции» был принят в 1882 году, а аннулирован лишь в 1943 году.

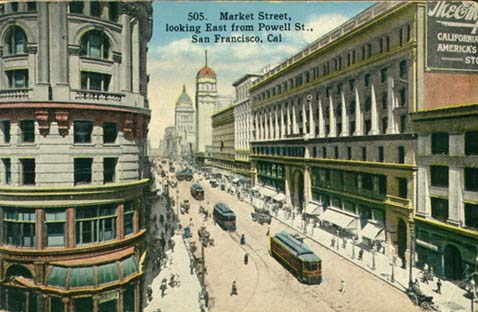
Маркет Стрит

Город Сан-Франциско был центром округа Сан-Франциско с 1849 до 1856 года. Но из-за того, что население города было сильно непропорционально населению всего округа, правительство штата Калифорния решило разделить округ. Граница проходила через оконечность полуострова Сан-Франциско, чуть севернее горы Сан-Бруно. Всё, что южнее линии, стало новым округом Сан-Матео, с центром в городе Редвуд-Сити, а всё, что севернее, стало новым объединённым городом-округом Сан-Франциско.
Осенью 1855 года в Сан-Франциско прибыло судно, на борту которого были беженцы с Дальнего Востока, из территорий, подверженных эпидемии холеры. Так же как и в период золотой лихорадки, прирост населения значительно обгонял развитие инфраструктуры, включая и санитарию, поэтому серьёзная эпидемия холеры стала проблемой номер один. Решить проблему помогали Сёстры милосердия, они работали в первом госпитале в округе Сан-Франциско, но уже в 1857 году открыли новый бесплатный госпиталь, который функционирует и по сегодняшний день. Он находится на улице Стэниан.
Ко времени золотой лихорадки относится и появление в 1855 году в Сан-Франциско самозваного императора Соединённых Штатов Америки и протектората Мексики Нортона I.

### «Западный Париж»
В 1890-х годах Сан-Франциско страдал от коррупции и партийной мафии, город созрел к реформам и переменам. Адольф Сутро, член фермерской популистской партии, стал мэром в 1894 году. По существу, кроме постройки комплекса бассейнов Сутро Басс, он провалил все свои попытки улучшения города.
Следующий мэр, Джеймс Д. Фелэн, выбранный в 1896 году, достиг больших результатов. Он ввёл новую систему, позволявшую увеличивать фонды города, вкладывая их в ценные бумаги. Это помогло ему построить новую канализационную систему, 17 новых школ, 2 парка, госпиталь и главную библиотеку. После того как Фелэн покинул кресло мэра в 1901 году, он заинтересовался перестройкой города в большой и современный «западный Париж». Когда ассоциация искусств Сан-Франциско попросила его разработать план украшения города, он нанял знаменитого архитектора Даниеля Бернхэма. План Бернхэма и Фелэна был невероятен, он предложил пятидесятилетнюю попытку перестройки города с расширением диагонали бульваров, созданием открытых пространств и парков. Некоторые части плана в конечном счёте были осуществлены, включая здания оперы на севере Сити Холла, линии метро под Маркет-стрит и бульвар Эмбаркадеро, окружающий город.

В 1900 году в Сан-Франциско прибыл корабль с крысами, заражёнными бубонной чумой. Ошибочно предполагая, что захороненные в земле трупы являются источниками заражения, городские власти запретили хоронить тела внутри черты города. Кладбища переехали в неразвитую к тому времени зону, южнее города, где сейчас находится город Колма. 50 блоков Китайского квартала находились под карантином, пока власти спорили, как выйти из сложившейся ситуации. Вспышка чумы прекратилась в 1905 году. Однако проблема с расположением кладбищ и нехватка земли осталась. В 1912 году все кладбища были перенесены в Колму, где мёртвые сейчас по численности превосходят живых: более тысячи мёртвых на одного живого. При этом мавзолей Сан-Франциско решили оставить в качестве исторического памятника эпохи Миссии Долорес.

### Землетрясение и пожар в 1906 году
18 апреля 1906 года случилось сильное землетрясение, эпицентр которого находился в 3 км к западу от Сан-Франциско. Магнитуда поверхностных волн составила 7,7; сейсмический момент — 7,9. Часть города затопило, потом начались пожары спровоцированные местными жителями, которые уничтожили предположительно 80 % города, включая почти весь центр. Многие жители попали в ловушку между потопом и приближающимся к их районам пожаром, было решено проводить эвакуацию через бухту, что спасло многим людям жизнь. Лагеря беженцев располагались в парке Золотые ворота, Оушен-Бич и в других незастроенных частях города. Даже через 2 года после землетрясения множество лагерей беженцев функционировало. В то время «смертный» колокольный звон прозвучал 478 раз, однако, по данным на 2005 год, официально погибло более 3000 человек. При численности населения в 410 000 чел. без крова осталось до 300 000 жителей.

### Реконструкция города

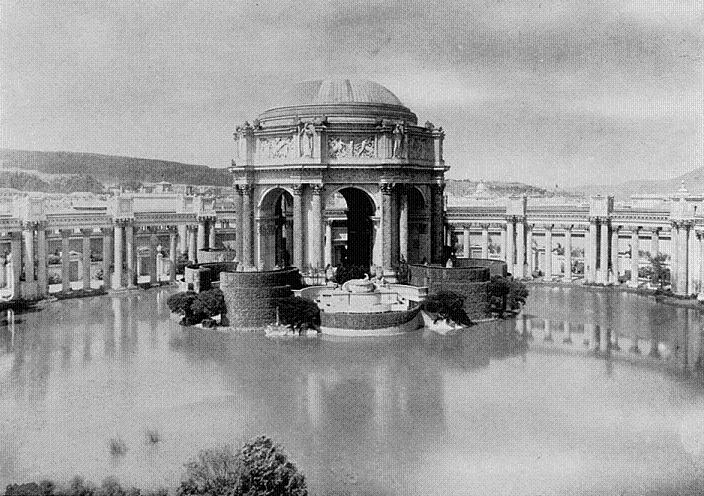
Дворец изящных искусств, экспозиция Панама-Пацифик

Почти сразу же после толчков и опустошительного пожара стали разрабатывать планы по быстрой реконструкции города. На рассмотрение был предложен один из выдающихся и невероятных планов, разработанный знаменитым городским планировщиком Даниелем Бернемом. Его план включал в себя строительство авеню и бульваров в Османском стиле и прокладку через весь город главной транспортной артерии. Проект предусматривал также строительство массивного гражданского комплекса с классической структурой, который должен был стать самым большим городским парком в мире: он растянулся бы от холмов Твин-Пикс до озера Мерсед. Однако этот план не встретил поддержки: против выступили частные собственники и индустриальная кампания Real Estate, так как для реализации проекта городу потребовалось бы выкупить большое количество их земель. Многие критикуют план Бернема до сих пор, за непрактичность в расходовании городских запасов и нереалистичность требований к сооружениям. Когда первоначальное расположение улиц было восстановлено, множество элементов из плана Бернема всё же увидели зелёный свет — такие как неоклассический гражданский комплекс, широкие улицы, главная транспортная артерия, метро под Маркет-стрит, рыбацкая пристань, памятник на Телеграф Хилл и Башня Коит.
В 1915 году Сан-Франциско принимал экспозицию Панама-Пасифик, устроенную по поводу открытия Панамского канала. К этому времени город был полностью перестроен после землетрясения. После окончания экспозиции все её грандиозные здания были уничтожены, кроме Дворца Искусств, который живёт и по сегодняшний день, но в несколько изменённой форме.

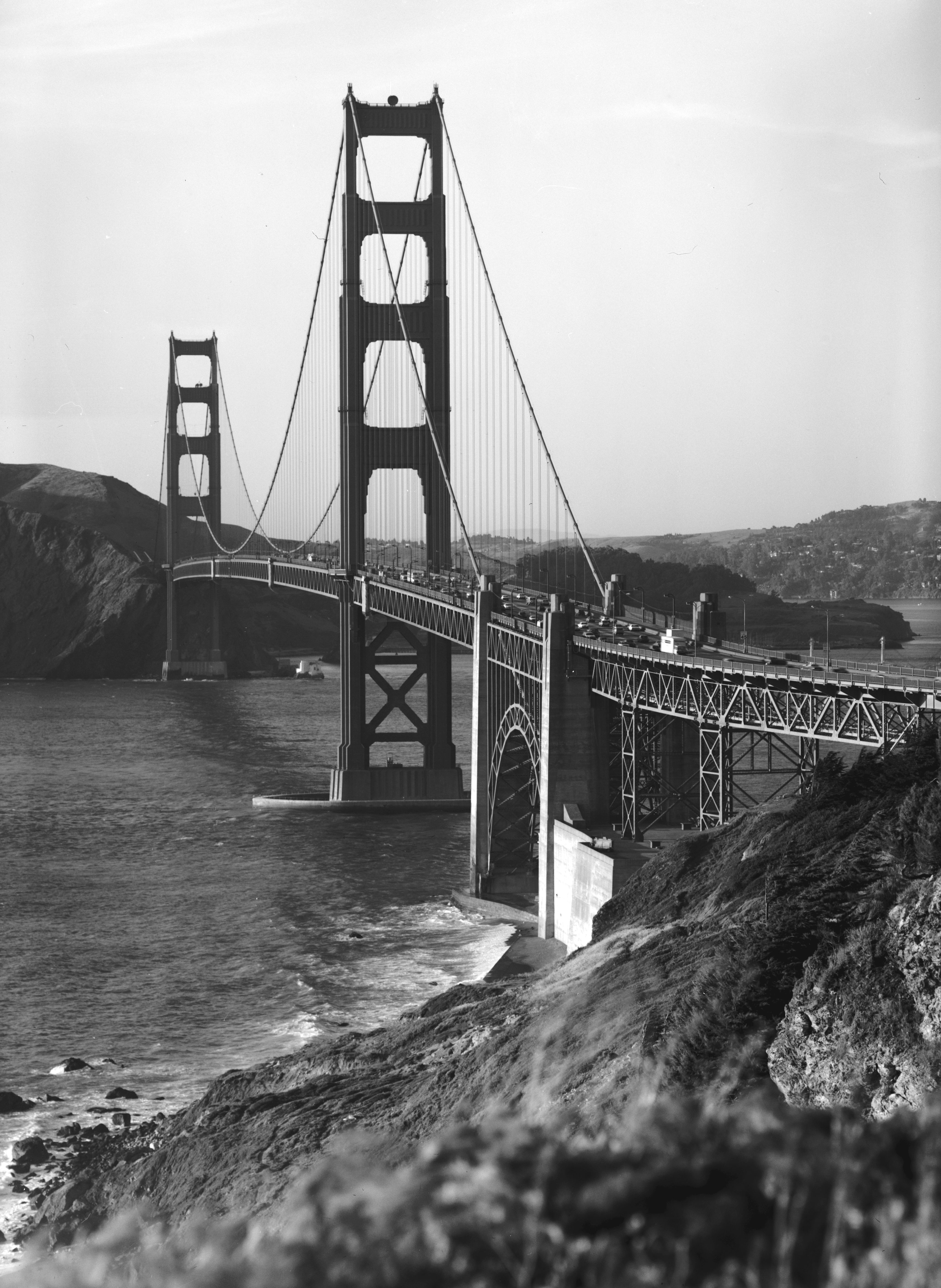
Мост «Золотые ворота»

Мост Бэй-Бридж (Сан-Франциско — Окленд) был открыт в 1936 году, а в 1937 году официально был открыт мост Золотые ворота. В течение Второй мировой войны Сан-Франциско был главной точкой снабжения войск.
Здание оперного театра «Памяти войны», которое было открыто в 1932 году, было одним из важных мест в истории Второй мировой войны. В 1945 году здесь проходила конференция Объединённых Наций, на которой был подписан Устав ООН. Вдобавок, 6 лет спустя здесь же был подписан мирный договор с Японией.

### После Второй мировой войны
После Второй мировой войны многие американские военные, которые были влюблены в город, поселялись в нём, чем способствовали созданию квартала Сансет и долины Виситэйшин. В течение этого периода Калифорнийский департамент транспорта (Калтранс) начал решительно воплощать в жизнь программу скоростных шоссе в районе залива. Однако Калтранс неожиданно столкнулся с серьёзной проблемой в Сан-Франциско, где очень большая плотность населения означала то, что любое строительство автомагистрали оставит многих жителей без крова. Калтранс попытался минимизировать площадь постройки дорог путём введения двухуровневых дорог, но развитие технологий в то время не позволяло строить такие сложные сооружения, и поэтому проект свернули, так как он был небезопасен. В 1959 году городской совет проголосовал за запрещение строительства любых дорог в городе, это событие стало известным как «Дорожная революция». Несмотря на это, небольшие модификации с дорогами были разрешены. С того времени за соблюдением запрета следит антидорожная полиция. В 1989 году землетрясение «Лома Приетта» уничтожило автомагистраль Эмбаркадеро и часть Центральной автомагистрали. После нескольких референдумов жители города решили их не восстанавливать. Зоны, которые покрывали эти дороги, были реконструированы; больший успех сопутствовал перестройке Эмбаркадеро, которое реконструировали в историческую прибрежную зону.
В 1950 году агентство реконструкции города Сан-Франциско возглавил выпускник Гарварда Джастин Херман. Он сразу начал агрессивную политику по обновлению природных заповедников города. Также он предложил план по разбиению Сан-Франциско на большие участки с застройкой их современными зданиями. Критики обвиняли Хермана в расизме, воспринимая его изменения в архитектуре города как попытки изоляции, а потом и выселения афроамериканцев. По его планам были построены: Эмбаркадеро-сентер, Японский квартал, Гири-стрит и сады Йерба-Буэна.

### Эпоха хиппи
В конце 60-х годов Сан-Франциско стал центром хипповой революции, кипящим котлом музыки, психоактивных веществ, сексуальной свободы, творческой экспрессии и политики. Апогеем эпохи стало Лето любви 1967 года, когда в район Хайт-Эшбери съехались тысячи хиппи со всего мира, чтобы праздновать любовь и свободу, создавая тем самым уникальный феномен культурного, социального и политического бунта.

### Манхэттенизация. Проблема бездомных
В период правления мэра Дайэнн Файнстайн (1978—1988) Сан-Франциско пережил настоящий «бум реконструкций», названный манхэттенизацией. В финансовом районе выросло очень много небоскрёбов, «бум» также включал введение кондоминиума в нескольких районах города. В городе существовало оппозиционное движение, его составляли люди, которые считали, что небоскрёбы разрушат уникальные характеристики города. Подобно «дорожной революции», прошедшей десятью годами ранее, в городе началась «высотная революция», которая заставила Сан-Франциско ввести высотные ограничения. Вторая волна небоскрёбостроения, так же как и первая, была встречена недовольством населения.
В течение 80-х годов во многих городах США стали появляться бездомные. Вскоре эта проблема стала актуальной и в Сан-Франциско. Мэр Арт Агнос, первый и далеко не последний, попытался решить эту проблему. Агнос выпустил закон, разрешающий бездомным разбить лагерь в парке Цивик Центр, лагерь был назван «Лагерь Агнос». Следующий мэр, Джордан, через год запустил программу «Матрикс», её целью было путём применения силы выселить из города всех бездомных. Программа полностью окупила себя, он смог выселить практически всех бездомных. Его преемник, Вили Браун, игнорировал проблему, чем полностью аннулировал заслуги предшественника. Бездомные опять заполонили улицы города. Гэвин Ньюсом, сменивший Брауна на посту мэра, боролся с бездомными путём программы «Забота, а не деньги», которая предоставляла бездомным различные реабилитационные программы и программы по трудоустройству.

### Землетрясение 1989 года
17 октября 1989 года произошло землетрясение магнитудой 7,1 по шкале Рихтера. Эпицентр был в горах Санта-Круз, приблизительно в 70 милях (113 километров) от Сан-Франциско, толчки в городе произошли за несколько минут до начала 3 игры «Мировой Серии». Землетрясение сильно разрушило многочисленные дороги, включая шоссе Эмбаркадеро и Централ. Повреждения этих дорог были настолько сильны, что их решили полностью снести. Помимо дорог, толчки произвели разрушения в районе Марина. В США это землетрясение стало известно как «землетрясение Мировой Серии».

### 1990-е годы, компании дотком
Во время развития Интернета и компаний дотком в город потянулись высокооплачиваемые интернет-бизнесмены, программисты и другие работники отрасли, создавая высокий спрос на жильё, что вызвало значительное его подорожание. Высокая арендная плата заставила множество семей оставить город навсегда. Обвал компьютерной отрасли в 2001 году сильно повлиял на занятость населения и экономическое состояние города. По сей день близость к Кремниевой долине и большое количество «компьютерных» компаний делают высокие технологии основной отраслью города. В Сан-Франциско самый низкий процент детей от общего количества жителей, он на 14,5 % ниже по сравнению с другими главными городами США.

### III тысячелетие
В 2012 году город был награждён премией All-America City Award (с англ. — «Всеамериканский город») присуждаемой Национальной гражданской лигой, которую неофициально называют «Нобелевской премией за конструктивное гражданство» и которая выдаётся за активную гражданскую позицию жителей некорпоративных сообществ Соединённых Штатов в жизни местного самоуправления.

## География и климат

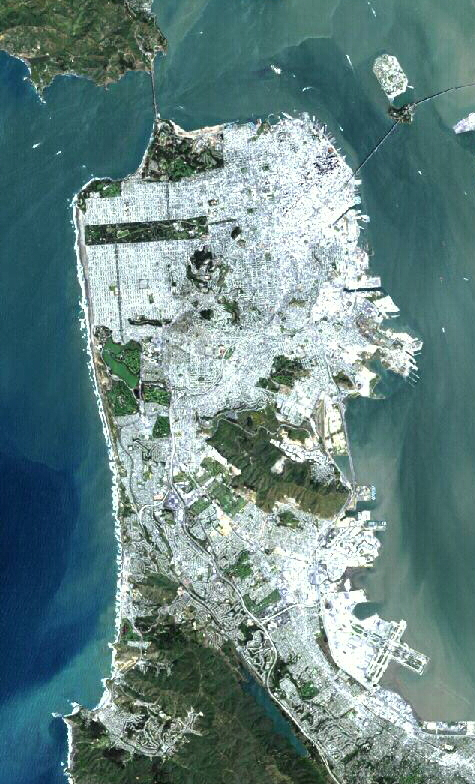
Сан-Франциско. Снимок со спутника

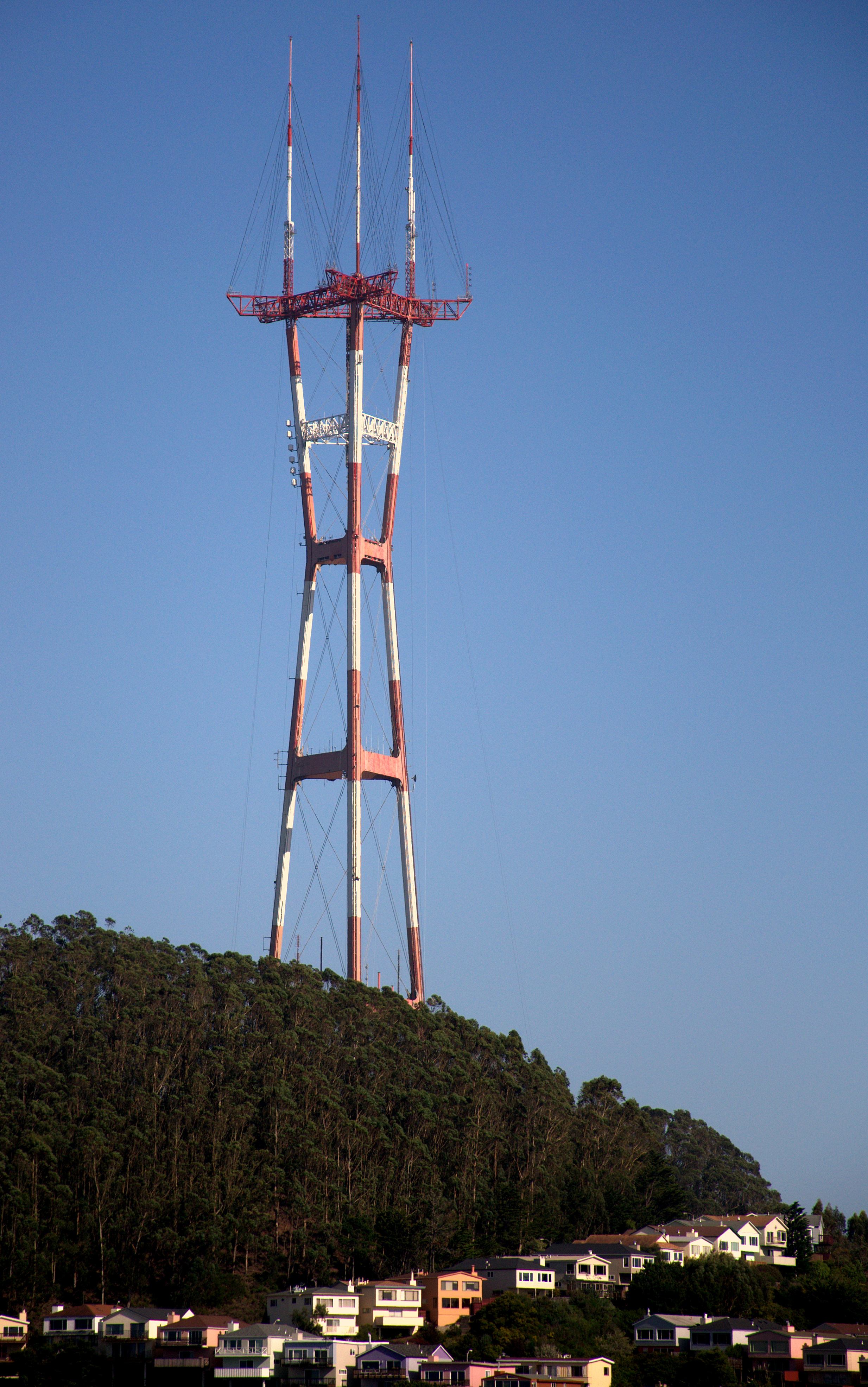
Башня Сютро — самое высокое сооружение Калифорнии.

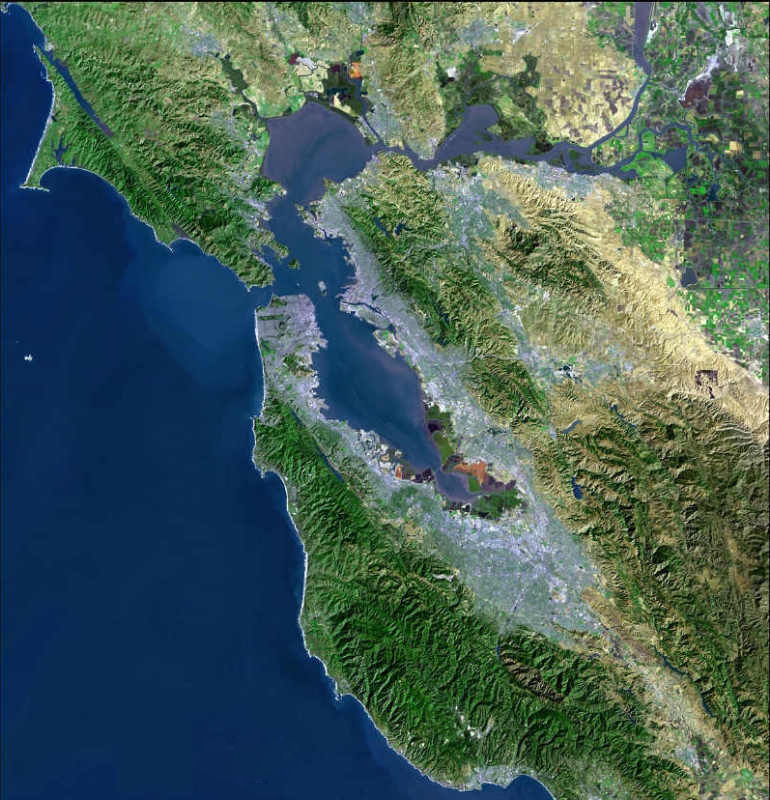
Район залива Сан-Франциско

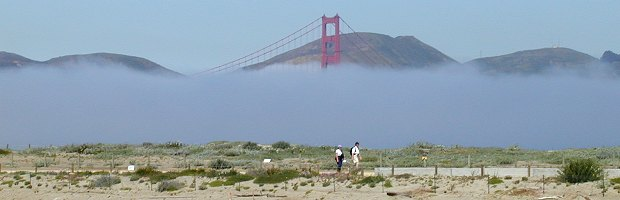
Туман, надвигающийся на парк Крисси Филд (видно мост «Золотые ворота»)

Сан-Франциско расположен на западном побережье США, на оконечности полуострова Сан-Франциско. Границы города сильно растянуты по побережьям Тихого океана и залива Сан-Франциско. В состав города входят несколько островов: Алькатрас, Трежер-Айленд и Йерба-Буэна, а также необитаемые острова Фэралон, расположенные на расстоянии 43-х километров в Тихом океане. Часто говорят, что Сан-Франциско — квадрат со стороною в 7 миль (~11 километров).
Сан-Франциско знаменит своими холмами. Холмом в городе считается возвышение больше 30 метров. В черте Сан-франциско находятся 42 холма; некоторые районы города названы в честь холмов на которых они находятся (Ноб-Хилл, Пасифик-Хэйтс, Рашен-Хилл, Потреро-Хилл и Телеграф-Хилл).
Недалеко от географического центра города, немного южнее, расположены ряд холмов с наименьшей плотностью населения: здесь, в основном, преобладают развлекательная и информационная инфраструктура города. На холме Сютро расположена одноимённая трёхпролётная радиомачта-телевышка высотой 299 метров — это самое высокое сооружение не только Сан-Франциско, но и всей Калифорнии. По соседству расположены одни из самых высоких холмы Твин-Пикс — популярное место посещения туристами. Самый высокий холм в Сан-Франциско — гора Дэвидсон высотой 282 метра; в 1934 году на ней был построен крест высотой 31,4 метра.
Сан-Франциско находится вблизи двух тектонических разломов, являющихся причиной частых землетрясений, поэтому слабые подземные толчки в районе залива Сан-Франциско происходят постоянно. Угроза сильных землетрясений предъявляет городу высокие стандарты прочности новых зданий и заставляет перестраивать ранние здания и мосты.
Береговая линия Сан-Франциско ограничивает рост города, поэтому территории некоторых районов, таких как Марина, Хантер-Пойнт и большей части зоны Эмбаркадеро, были застроены с использованием искусственной засыпки прибрежных зон. Искусственный остров Трежер-Айленд был построен из материала, добытого при строительстве моста через залив. Подобные районы очень нестабильны в случае землетрясений, что наглядно показало землетрясение 1989 года, вызвав сильные разрушения в районе Марина.

### Климат
Высказывание, ошибочно приписываемое Марку Твену, гласит: «Самая холодная зима, которую я когда-либо испытывал, — лето Сан-Франциско». Климат в Сан-Франциско в целом схож со средиземноморским, характеризуется мягкой влажной зимой и тёплым сухим летом. Сан-Франциско с трёх сторон окружён водой, поэтому на его климат влияет довольно прохладный в этом районе воздух из-за холодных течений Тихого океана, что обусловливает мягкий климат с небольшими сезонными колебаниями температуры.
Средняя летняя температура в городе составляет 18 °C, что на 10 °C ниже, чем в Ливерморе, ближайшем городе внутри континента. Наивысшая температура в Сан-Франциско в 39 °C была зафиксирована 14 июля 2000 года. Среднемесячная температура самого тёплого месяца — сентября — 18,2 °C, что холоднее июля в Москве, хотя по широте Сан-Франциско находится южнее Баку, примерно на широте Ашхабада. Однако среднесуточные температуры выше 16 °C держатся с начала мая до конца октября. Дневная температура зимой около 15 °C. Показатели термометров в городе практически никогда не падают ниже нуля по Цельсию, самая низкая температура была зафиксирована 11 декабря 1932 года, тогда она упала до −3 °C. Сезон с мая по сентябрь совершенно сухой, сезон дождей начинается с ноября и продолжается до марта. Снег — чрезвычайно редкое явление в Сан-Франциско: начиная с 1852 года, было зафиксировано лишь 10 случаев выпадения снега. Самый сильный снегопад в городе был 5 февраля 1887 года, когда в центре города уровень снега достиг 3,7 дюйма (9,4 см).
Сочетание холодной воды океана и высокой температуры воздуха материковой части Калифорнии приводит к образованию сан-францисканского тумана, который летом может обволакивать город (особенно его западную часть, в восточных районах туман менее густой) целыми днями. Туманы активны в городе в конце лета и в период с сентября до октября. Высокие холмы ответственны за 20%-е расхождение в количестве годовых осадков в разных районах. Они также защищают восточные округа от туманов и прохлады, преобладающих в районе Сансет. Микроклимат на восточной стороне города более солнечный и сухой.
| Показатель                         | Янв. | Фев. | Март | Апр. | Май  | Июнь | Июль | Авг. | Сен. | Окт. | Нояб. | Дек. | Год  |
| ---------------------------------- | ---- | ---- | ---- | ---- | ---- | ---- | ---- | ---- | ---- | ---- | ----- | ---- | ---- |
| Абсолютный максимум, °C            | 26,1 | 27,2 | 30,0 | 34,4 | 38,3 | 39,4 | 39,4 | 36,6 | 38,3 | 38,8 | 30,0  | 24,4 | 39,4 |
| Средний суточный максимум, °C      | 14,3 | 16,2 | 17,1 | 17,9 | 18,6 | 19,9 | 20,1 | 20,7 | 21,8 | 21,3 | 17,8  | 14,6 | 18,3 |
| Средняя температура, °C            | 11,1 | 12,6 | 13,3 | 13,9 | 14,7 | 15,8 | 16,3 | 16,9 | 17,5 | 16,8 | 14,1  | 11,3 | 14,5 |
| Средний суточный минимум, °C       | 7,8  | 8,9  | 9,5  | 9,9  | 10,8 | 11,8 | 12,5 | 13,1 | 13,1 | 12,3 | 10,3  | 8,1  | 10,7 |
| Абсолютный минимум, °C             | −1,6 | −0,5 | 0,5  | 4,4  | 5,5  | 7,7  | 8,3  | 7,7  | 8,3  | 6,1  | 3,3   | −2,7 | −2,7 |
| Норма осадков, мм                  | 114  | 113  | 82   | 37   | 17   | 4    | 0    | 1    | 5    | 28   | 80    | 115  | 600  |
| Температура воды, °C               | 12   | 12   | 12   | 12   | 12   | 12   | 13   | 14   | 14   | 14   | 14    | 13   | 13   |
| Источник: NWS, World Climate Guide |      |      |      |      |      |      |      |      |      |      |       |      |      |

## Городской ландшафт

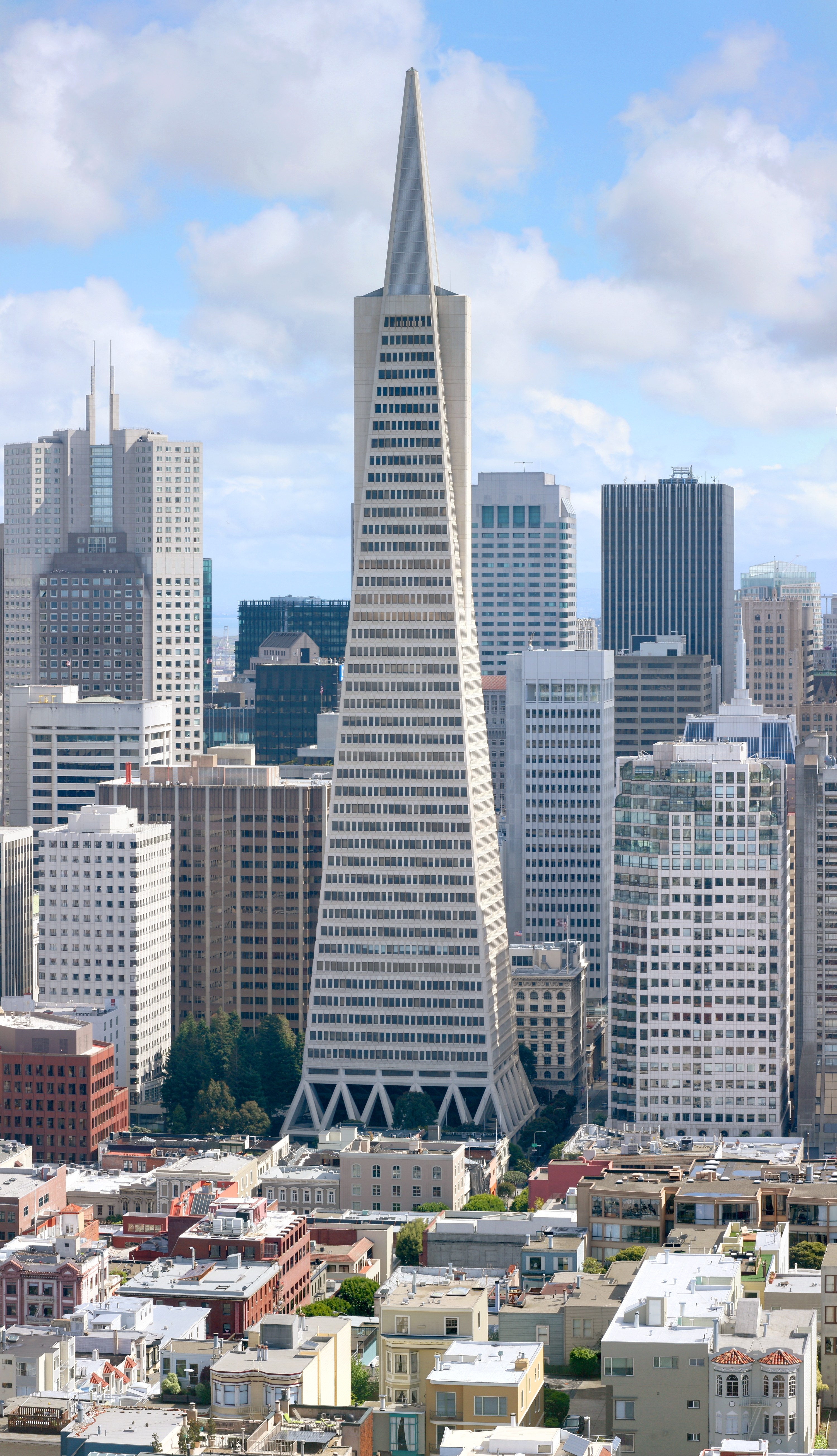
Трансамерика (260 метров) — второе по высоте здание города и четвёртое по высоте в Калифорнии

В Сан-Франциско находятся здания Трансамерика (260 метров) и 555 California Street (237 метров), занимающие, соответственно, 3-ю и 4-ю строчку в списке самых высоких зданий Калифорнии.

### Кварталы

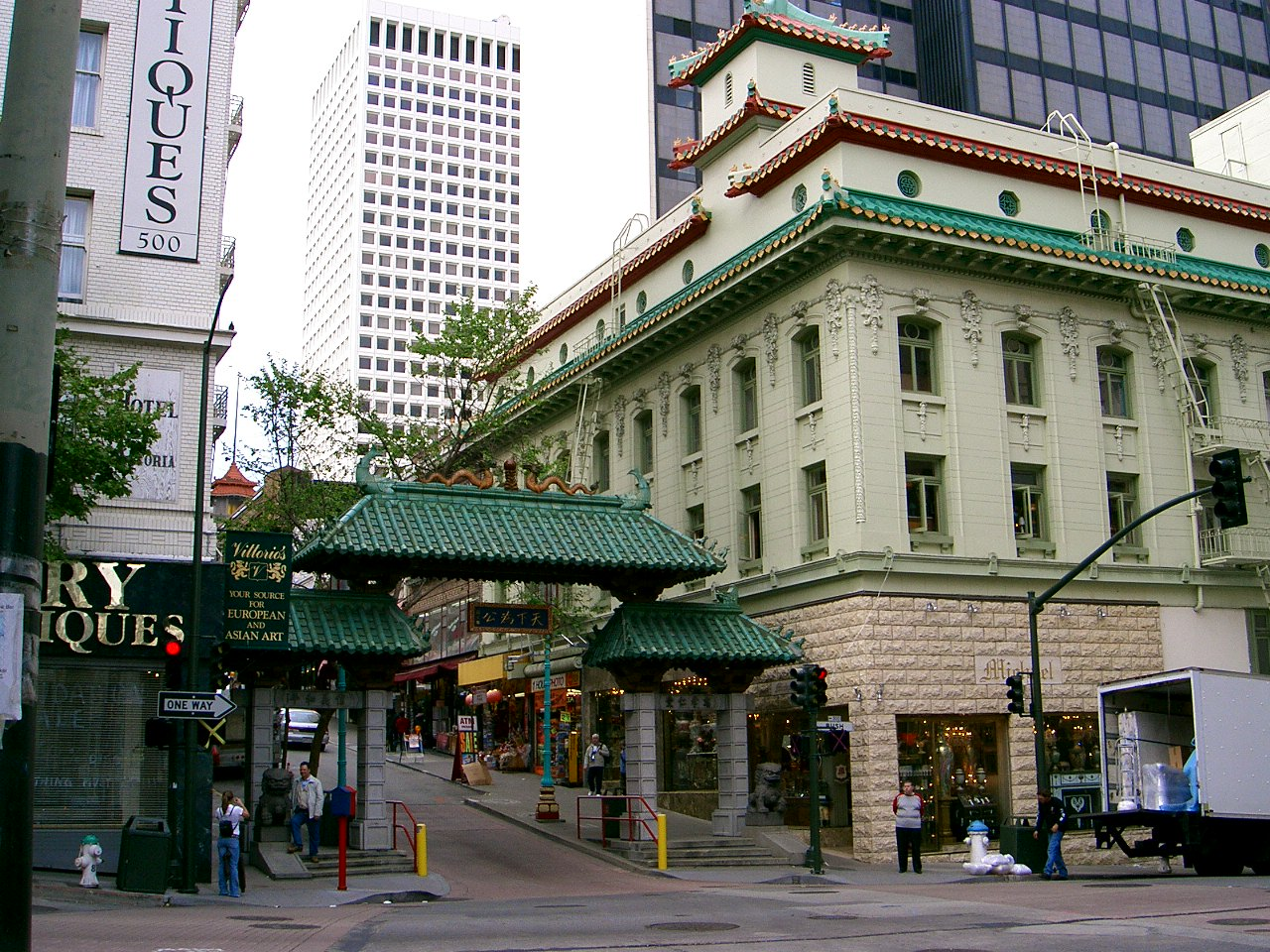
Чайна-таун

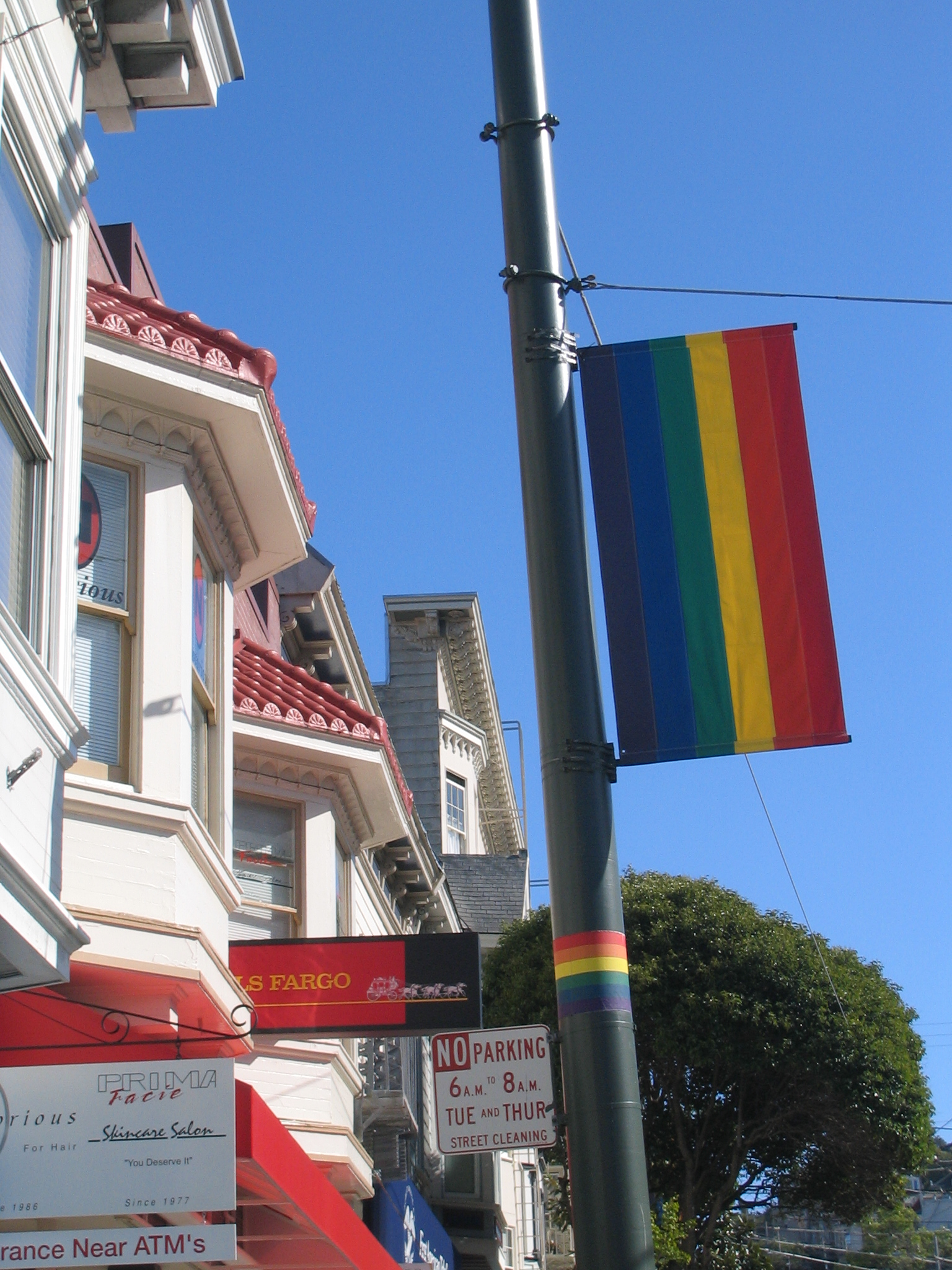
Радужный флаг. Символ гордости ЛГБТ, возник в Сан-Франциско

Исторический центр Сан-Франциско — это северо-восточный «квадрат», на юге граничащий с Маркет-стрит. Сейчас это центр Финансового округа, недалеко располагается площадь Юнион и район отелей и магазинов. В этих районах проходят пути кабельного трамвая, который с вершины Ноб-Хилл спускается к пристани Фишермен. Также в исторический «квадрат» попадают Рашен-Хилл со знаменитой извилистой улицей — Ломбард-стрит, с городской версией Маленькой Италии — Норс-Бич и Телеграф-Хилл.
В округе Мишин (Mission) преимущественно проживает рабочий класс, округ заселён в большей части иммигрантами из Мексики и Южной Америки.
Во время Второй мировой войны Японский квартал был на грани уничтожения, так как правительство приняло решение выселить всех японских американцев. Однако практически сразу после выселения японцев район наполнили тысячи афроамериканцев.
Квартал Аламо-Сквер знаменит своим рядом домов, называющихся «Разукрашенные леди», здесь располагаются особняки бизнес-элиты. На севере располагается дорогой жилой район — Марина.

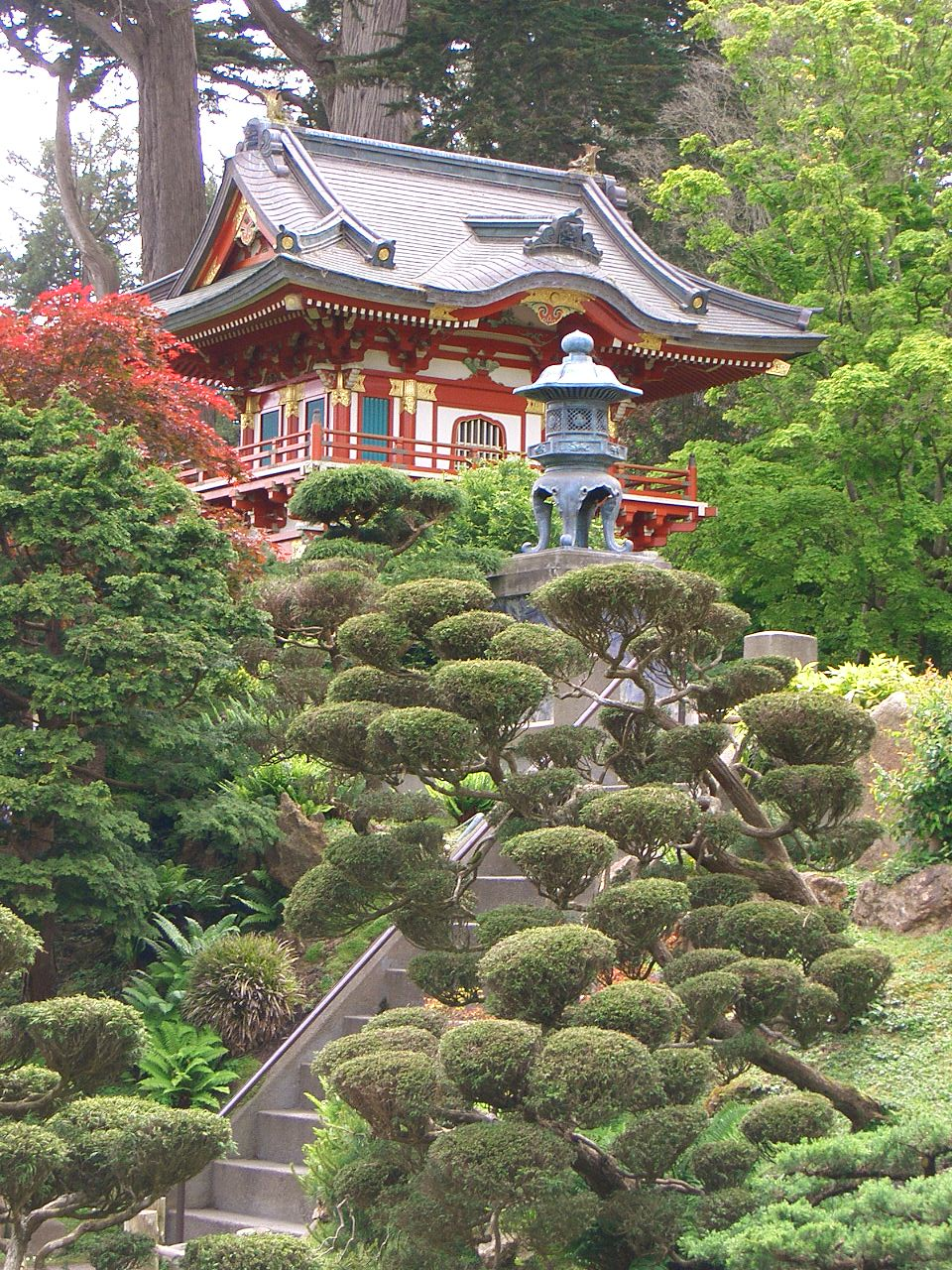
Японский чайный сад

Ричмонд — обширный регион на севере парка Золотые ворота, простирающийся до берегов Тихого океана. Сегодня его часто называют «Новый Китайский квартал», однако помимо китайцев в Ричмонде проживают иммигранты из других частей Азии, а также России. На юге парка Золотые ворота находится район Сансет, где преобладает азиатская диаспора. Ричмонд и Сансет самые большие кварталы среднего класса; вместе они известны, как Авеню. Из-за высокого уровня преступности Бэй-Вью-Хантерс, находящийся в юго-восточной части города, является самым бедным и опасным кварталом города. Другой южный квартал города отличается от Бэй-Вью-Хантерс, он заселён студентами и рабочим классом.
Саут-оф-Маркет — индустриальный квартал Сан-Франциско, пережил полную реконструкцию в период развития компаний дотком, квартал стал свидетелем строительства многих высотных зданий. Следуя успеху Саут-оф-Маркет, ещё один район — Мишин-Бэй, начал полную перестройку своей инфраструктуры.

### Пляжи и парки
Вдоль всего побережью Тихого океана растянулся пляж Оушен-Бич, но он непригоден для купания — хотя популярен среди сёрферов — из-за холодной воды и сильных течений. Всю территорию восточнее моста Золотые ворота до парка Пресидио (англ.), бывшей военной базы, занимает пляж Бейкер-Бич (англ.), пляж известен своими колониями исчезающего растения Hesperolinon congestum.
В общей сложности в Сан-Франциско насчитывается более 200 парков. Самый большой и известный парк в городе — парк Золотые ворота, он занимает территорию протяжённостью от центра города до Тихого океана. Когда-то всю территорию парка покрывали лишь трава и песчаные дюны, но теперь парк состоит из тысячи искусственно посажёных растений и деревьев. В парке несколько различных садов, самые знаменитые из них: Консерватория цветов (англ.), Японский чайный сад (англ.) и ботанический сад (англ.). Пресноводное озеро Мерсед (англ.), окружённое парковой зоной, находится недалеко от зоопарка Сан-Франциско, ставшего домом для более чем 250 видов животных, многие из которых находятся под угрозой исчезновения. Парк Буэна-Виста (англ.) находится в районе Хейт-Эшбери, известном своей ролью в движении хиппи 1960-х годов. Официально самый старый парк в Сан-Франциско, он основан в 1867 году и сначала носил имя Хилл-парк, а в 1984 получил своё нынешнее название. Парк расположен на холме, откуда открывается красивый вид на город.

## Культура
Сан-Франциско характеризуется как город с высоким уровнем жизни. В период Интернет-революции город стал одним из самых богатых в США благодаря привлечению высококвалифицированных работников. Многие бедные районы пережили второе рождение. Центр города пережил своеобразный «ренессанс», подгоняемый перестройкой Эмбаркадеро и районов Саут-Бич и Мишн-Бэй. Благодаря многочисленным реконструкциям и перестройкам в городе сильно выросли цены на жильё, они до сих пор остаются одними из самых высоких в стране.
Многочисленные выходцы из Азии и Южной Америки делают Сан-Франциско интернациональным городом. 39 % его жителей — иностранцы, существует несколько кварталов, где проживают и работают только иммигранты. Начиная с 1970 года, в Чайна-Тауне было решено проводить ежегодный Китайский новогодний парад, так как в городе проживает большое число китайцев, и с каждым годом оно только увеличивается.
Многие иностранные актёры, писатели и другие работники сферы развлечений, прибывшие в 50-х годах, основали современную культуру кофеен; помимо этого, они подтолкнули город к социальному подъёму 60-х годов. Сан-Франциско стал одним из центров либерализма, поскольку в городской политике доминировали демократы, зелёные и прогрессивные партии. Жители города, начиная с 1988 года, на выборах президента США ни разу не отдавали больше 20 % голосов за кандидата от республиканской партии.
В Сан-Франциско родился писатель Джек Лондон.

### Музеи

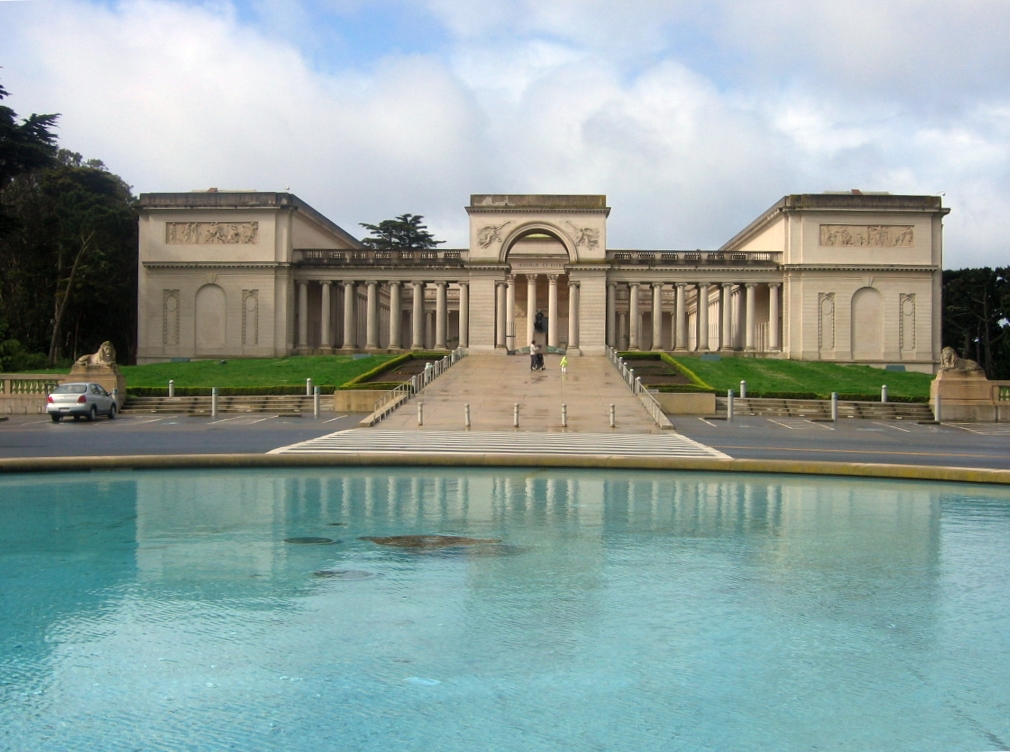
Дворец Лиджин-оф-Онор

Сан-Франциско обладает большим количеством музеев, самый известный из них — Музей современного искусства, где собраны экспонаты современности и XX-го столетия. Музей переехал в новое здание на Саут-оф-Маркет в 1995 году, коллекция притягивает около 600 тыс. посетителей в год. Дворец Лиджин-оф-Онор в основном демонстрирует европейские работы. Парк Золотые ворота знаменит своим музеем изящных искусств — М. Г. де Янг. Он был основан в 1894 году, но сильно повреждён после землетрясения Лома-Приета, в 2004 году он был закрыт на реконструкцию по проекту швейцарских архитекторов Херцога и де Мёрона, а открыт 15 октября 2005 года. Так же, как и в Музее искусств Азии, в Музее де Янга выставлены не европейские работы. Музей искусств Азии имеет в своём распоряжении одну их самых больших коллекций в мире азиатских артефактов и работ. С 1958 до 2004 года все экспонаты находились в крыле Музея де Янга, но когда он был закрыт на реконструкцию, Музей искусств Азии переехал в здание библиотеки Сан-Франциско.
Дворец изящных искусств, первоначально построенный для экспозиции Панама-Пасифик, сегодня принимает туристов как популярный научный музей — Эксплораториум (в настоящее время перенесён на Пирс номер 15).
Рядом с озером Мерсед находится зоопарк Сан-Франциско, содержащий примерно 250 видов животных, 39 из которых считаются находящимися на грани исчезновения. В городе расположено множество музеев необычной тематики: Интернациональный музей женщин, Музей африканской диаспоры, Современный иудейский музей, Музей народных профессий, Музей карикатур и Мексиканский музей. Сан-Франциско славится своими эксцентричными музеями: Антикварный музей вибраторов, Музей механики, Музей офтальмологии, музей Рипли «Хотите верьте, хотите нет», Галерея штампов, Музей татуировок (старых татуировочных машин и инструментов), Музей НЛО, Музей Бигфута и Лох-Несского чудовища и Музей восковых фигур на верфи Фишерман.

#### Музей Уолта Диснея в Сан-Франциско
Музей Уолта Диснея в Сан-Франциско открыт в октябре 2009 г. дочерью классика анимации Дианой Дисней Миллер. Разместился музей в парке Королевский форт Сан-Франциско. В экспозиции личные вещи Диснея, материалы к фильмам, сами фильмы, в том числе те, которые публика никогда не видела. В здании разместили 215 мониторов для показа лент и кинозал на 120 человек.

#### Музей русской культуры в Сан-Франциско
Музей существует с 1948 года. В нём собраны экспонаты со всего мира, представляющие историю русской эмиграции.

### Исполнительское искусство

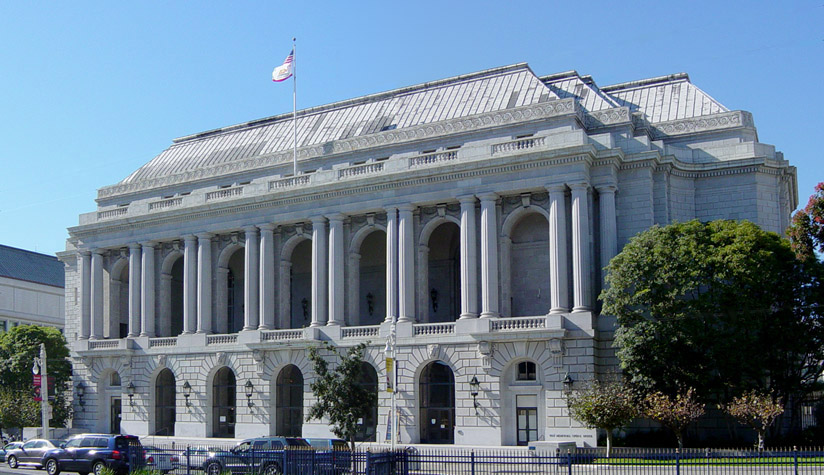
Здание оперного театра «Памяти войны»

Симфонические концерты, оперы и балет — довольно частые явления в Сан-Франциско, все они проходят в здании оперного театра «Памяти войны», в одном из крупнейших театров страны. Городской балет и опера являются самым старым видом исполнительного искусства в США. Город также является домом для Американской консерватории-театра (известна как А. К. Т.), которая сразу же после прибытия в Сан-Франциско в 1967 году стала ведущим театральным шоу в районе залива. Кроме того, в городе появился новый консерваторно-театральный центр, известный по постановке спектаклей не только для широкого круга зрителей, но и для людей с необычной сексуальной культурой. Организация «Театр в районе залива» является главной компанией по продвижению театров. Это некоммерческая организация, её членами числятся 365 театров в районе залива Сан-Франциско. Организация «Театр в районе залива» является главным редактором журнала «Кэлборт».
Кроме того, в Сан-Франциско базируется и выступает первый в мире хор геев, в его состав входит 200 человек и носит он название «Мужской Хор Геев Сан-Франциско». Помимо хора в городе есть организация «Свободный ансамбль геев и лесбиянок Сан-Франциско» — первая открытая музыкальная организация людей нетрадиционной сексуальной ориентации.
Сан-Франциско сильно преуспел в театре импровизаций, у города есть самобытный стиль. В сравнении с Чикаго, где импровизационная постановка продолжается 30—45 минут за вечер, в Сан-Франциско она продолжается 2 часа. В Сан-Франциско предполагают, что человек, который может исполнять что-то по сценарию — сможет также хорошо сыграть на сцене импровизаций. Наибольшего успеха в искусстве импровизации добились такие группы, как импровизация «БЭТС», «Кампания не написанного театра», «Трое за всех», «Действительно выдуманный журнал», «Театр Лила», «Крис Хопкинс и импровизационный альянс Сан-Франциско».

#### Опера Сан-Франциско
Второй оперный театр в США. Первый — Метрополитен-опера в Нью-Йорке, основана в 1880 году. Опера Сан-Франциско основана в 1923 году итальянским дирижёром Джаетано Мелора.
В 1932 году её домом стало новое здание Военно-мемориального дома оперы (архитекторы Артур Браун мл. и Густав Альберт Лансбург).

### Популярная музыка
В период 1960-х годов Сан-Франциско был свидетелем формирования новых роковых направлений, начиная с «Звук Сан-Франциско». Две наиболее влиятельных группы из Сан-Франциско 60-х годов — Grateful Dead и Jefferson Airplane — начали свою карьеру в 1965 году. Также здесь начинали свою карьеру музыканты Слай Стоун и Карлос Сантана. Сан-Франциско был домом для знаменитой панк-рок-группы Dead Kennedys. В 80-х и в начале 90-х город был свидетелем многочисленных панк-рок, электронных, индастриал и рейв движений, которые повлияли на музыкальную культуру Сан-Франциско. В конце 90-х, во время первой волны «джентрификации» в городе, многим музыкантам пришлось уехать, немного обеднив творчество города. В Сан-Франциско, преимущественно в Филморе и Хантер-Пойнт, проживает большое количество рэп-исполнителей, наиболее знаменитые из них: Messy Marv, RBL Posse, Rappin' 4-Tay, San Quinn, JT the Bigga Figga и Paris. В городе большое доверие получило электронное направление музыки, на которое оказала влияние хаус-музыка Западного побережья и трансмузыка из Европы. Одни из наиболее популярных диджеев и продюсеров электронной музыки в Сан-Франциско: Miguel Migs, Mark Farina и DJ Garth. Om Records, один из самых уважаемых лейблов в США, также расположен в Сан-Франциско. Практически каждые выходные в каком-нибудь из клубов играет какой-нибудь достаточно известный европейский диджей, а иногда и несколько.
Самые известные песни о Сан-Франциско — I Left My Heart in San-Francisco, Тони Беннета и песня Скота Маккензи San Francisco, в песне «The Unwritten Law» группы Deep Purple перед вторым куплетом очень загадочно звучит «San Francisco», в исполнении калифорнийского коллектива GroovePirates под названием San Francisco, а также в исполнении австралийской поп-рок группы 5 Seconds of Summer «San Francisco».

### Фестивали и ярмарки
В Сан-Франциско проходит очень много различных и уникальных уличных фестивалей, вечеринок и парадов. Ярмарка Фолсом-Стрит проходит в сентябре, парад в честь Китайского нового года в феврале, Карнавал (сезон христианских праздников) проходит в течение весны, неделя Флота в октябре, а рейв-фестиваль «Лавфест» проходит в начале октября. Сан-Франциско также проводит различные массовые спортивные соревнования, например, гонка от залива до Брейкерс или Марафон Сан-Франциско.
Много кварталов города имеют свои собственные ежегодные фестивали, в особенности живые выступления музыкантов. Самые большие из них: ярмарка Кастро-стрит, Художественный фестиваль Юнион-стрит, фестиваль Норс-Бич и ярмарка Хейт-Эшбери. Опера Сан-Франциско каждый год в парке Золотые ворота под открытым небом, бесплатно устраивает фестиваль. Симфонический оркестр аналогично Опере устраивает несколько выступлений в июле и также является неотъемлемой частью фестиваля Стерм-Грув. 4 июля, в День независимости США, над Рыбацкой пристанью проходит ежегодный фейерверк; другое фейерверк-шоу проходит в мае, на празднике KFOG: Kaboom!.

### Спорт
Клуб американского футбола «Сан-Франциско Форти Найнерс», выступающий в НФЛ, самый большой профессиональный клуб в городе. Его игровая история началась в 1946 году, а в 1971 году клуб переехал в «Монстер-парк», находящийся на Кэндлстик-Пойнт. Пик успеха клуба пришёлся на 1980-е и 1990-е, когда команда, ведомая звёздами Джо Монтаной, Стивом Янгом, Ронни Лоттом и Джерри Райсем, 5 раз выигрывала Супербоул. С 2014 года команда играет на новой арене «Ливайс Стэдиум».
Команда НБА «Филадельфия Уорриорз» в 1962 году переехала в Сан-Франциско, сменив название на «Сан-Франциско Уорриорз». Под этим названием клуб выступал до 1971 года, после чего сменил название на своё нынешнее «Голден Стэйт Уорриорз». С 1966 по 2019 год команда проводила свои домашние игры в месте, ныне известном как «Оракл-арена» (стадион закрытого типа в Окленде, Калифорния), за исключением 1972 года, когда из-за реконструкции арены «Уорриорз» играли в Сан-Хосе, штат Калифорния. В 2019 году клуб переехал но новую арену «Чейз-центр», вмещающую более 18 000 зрителей. Кроме чемпионского титула, завоёванного в сезоне 1946/47, команда ещё шесть раз становилась чемпионом НБА: в сезоне 1955/56 в Филадельфии, в сезонах 1974/75, 2014/15, 2016/17, 2017/18, 2021/22 уже как «Голден Стэйт». 13 апреля 2016 года клуб установил новый рекорд НБА по количеству побед-поражений в регулярном сезоне — 73-9. Успехи «Уорриорз» 2010-х и 2020-х годов, которые были достигнуты под руководством Стива Керра, связаны с такими звёздами мирового баскетбола как Стефен Карри, Клей Томпсон, Кевин Дюрант.
Команда «Сан-Франциско Джайентс», выступающая в Главной лиге бейсбола, первоначально базировалась в Нью-Йорке, но перед сезоном 1958 года вынуждена были переехать в Сан-Франциско. Таким звёздам, как Вилли Мэйс, Вилли Макковэй и Бэрри Бондс не удалось выиграть Мировую серию, после того как клуб переехал в Сан-Франциско. В 1989 году 3-я игра «Гигантов» в Мировой серии была остановлена землетрясением Лома Приета. «Гиганты» играют в парке AT&T, который был открыт в 2000 году в рамках программы по реконструкции Саут-Бич и Мишин-Бэй.
Университеты Сан-Франциско активно участвуют в спортивной жизни города. «Донс», спортивная команда Университета Сан-Франциско, выступает в первом дивизионе Национальной ассоциации студенческого спорта (НАСС). Билл Расселл был лидером мужской баскетбольной команды «Донс», когда она выигрывала чемпионат НАСС в 1955 и 1956 годах. Команда «Гэйторс», представляющая университет штата в Сан-Франциско, выступает во втором дивизионе.
В городе есть довольно сильная команда по лакроссу, «Драгонс», играющая в главной лиге лакросса. Клуб выступает на стадионе Кезар, расположенном в юго-восточном углу парка Золотые ворота. Помимо «Драгонс», на стадионе Кезар выступает команда «Калифорния Виктории», играющая в первом дивизионе лиге по соккеру. В городе есть ещё одна полупрофессиональная команда по соккеру, выступающая в любительском дивизионе.
Сан-Франциско обладает богатыми ресурсами и возможностями для проведения спортивных соревнований. Поэтому в городе, начиная с 1912 года, ежегодно проходит состязание по ходьбе — Бэй Брейкерс, хотя оно более знаменито красочными костюмами участников и праздничным духом общественности. Более серьёзное соревнование, ежегодный марафон Сан-Франциско, притягивает более 7000 участников. В городе около 320 км велосипедных дорожек, а кварталы Эмбаркадеро и Мэрин Грин притягивают скейтбордистов и любителей покататься на роликовых коньках. В парке Золотые ворота и Долорес существуют все условия для любителей тенниса. Так как в Сан-Франциско популярен парусный спорт, в районе Мэрина был построен яхт-клуб.

### Медиа
По состоянию на 2024 год в городе насчитывалось 27 медиа, в отличие от ситуации в других городах их число за минувшее десятилетие не сократилось.
Газета «San Francisco Chronicle», в которой работал обладатель Пулитцеровской премии Херб Кэн, является одной из самых читаемых газет в северной Калифорнии. Некогда известная газета «San Francisco Examiner», владельцем которой был Уильям Рэндольф Хёрст, и где работал писатель и журналист Амброз Бирс, по прошествии многих лет превратилась в маленький таблоид. «Sing Tao Daily» является крупнейшей газетой, выходящей на китайском языке, которая печатается в районе залива Сан-Франциско. Среди других популярных газет Сан-Франциско — газеты «Bay Guardian» и «SF Weekly». Один из наиболее популярных глянцевых журналов в городе — «Сан-Франциско Мэгазин». Некоторые другие газеты и журналы:
- «Кстати» — русско-американская еженедельная газета, издающаяся с 1994 года; распространяется бесплатно по Северной Калифорнии.
- «24 часа» — еженедельная газета, распространяющаяся в русских магазинах, офисах, киосках и других пунктах сбора русской общины Сан-Франциско и Района Залива в Калифорнии.
- «Запад-Восток» — еженедельная русскоязычная газета; начала издаваться 1 сентября 2000 года, тогда она называлась «Денвер-Курьер» и изначально выходила только в штате Колорадо.
- «Факт» — русско-американский информационно-развлекательный журнал в Лос-Анджелесе, распространяется по всей Калифорнии.
- «Russian Yellow Pages» — русскоязычный телефонный справочник агломерации Сан-Франциско; основан в 2002 году, издаётся два раза в год значительным тиражом.

Зона телевещания в Сан-Франциско занимает 6-е место в США, а радиовещания 4-е. Все главные телекомпании страны открыли филиалы, обслуживающие зону залива, большинство из них находится в Сан-Франциско. В городе есть несколько местных телерадиостанций. В городе расположены региональные офисы компаний CNN и BBC.
Общественно-правовая телерадиостанция KQED вещает из района Потрето-Хил. Радиостанция KQED-FM является самым популярным в стране филиалом National Public Radio. Расположенные в Сан-Франциско компании CNET и Salon.com были одними из пионеров в интернет-медиа.

## Экономика города

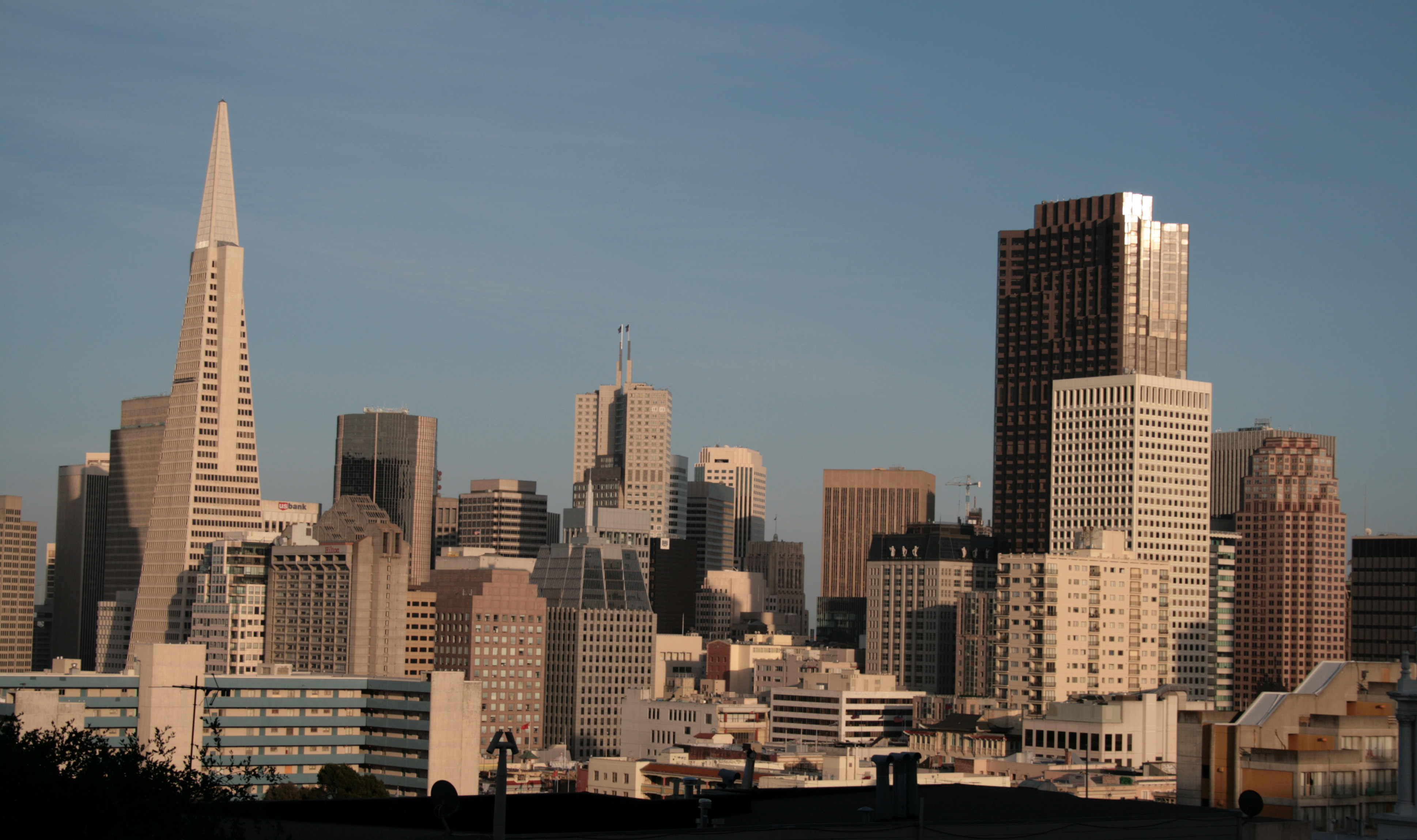
Деловой центр Сан-Франциско

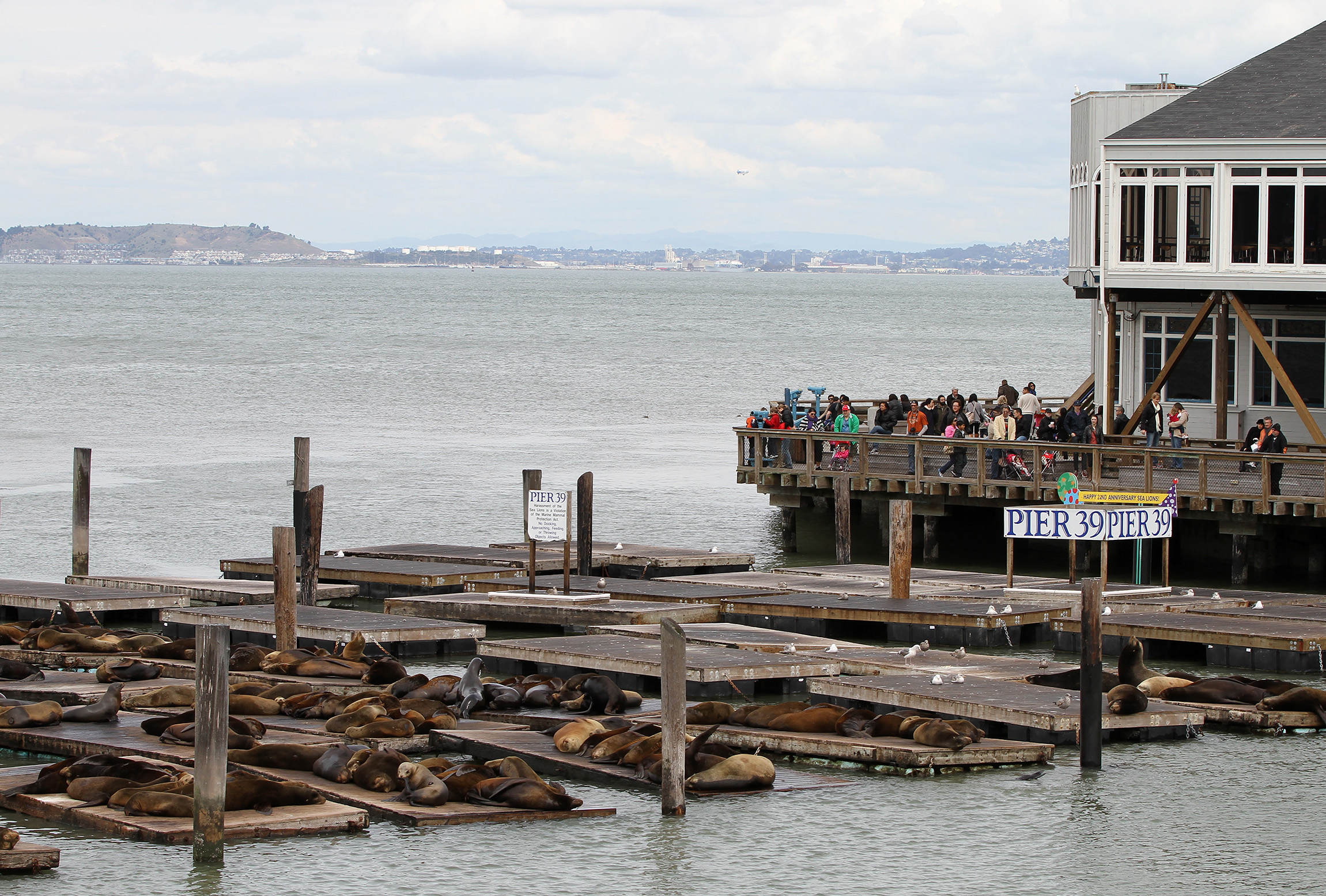
Морские львы на 39-м пирсе

Исторически основой экономики Сан-Франциско является туризм. Благодаря изображению города в фильмах, музыке и популярной культуре Сан-Франциско узнаваем во всём мире. Это город, где Тони Беннетт оставил своё сердце, где Френклин Страуд, известный как «ловец птиц», провёл много лет в тюрьме, а Rice-a-Roni стали любимой едой населения. В 2016 году Сан-Франциско занял 5-е место по количеству посещения иностранными туристами среди городов США, а 39-й пирс, находящийся в районе Фишермэн Уорф, является третьим по популярности местом в стране. Более 15 миллионов туристов посетило город в 2005 году, оставив в казне города около 7,5 миллиардов долларов. В районе Москоне Центр сосредоточена большая инфраструктура ресторанов и отелей. Сан-Франциско входит в десятку мест в Северной Америке, предназначенных для проведения различных съездов и конференций. Сан-Франциско занял 11 место в списке 100 лучших городов мира 2019 года агентства «Resonance Consultancy» и в списке 25 лучших городов 2020 года журнала «Afar». По опросу журнала Condé Nast Traveler Сан-Франциско занял 13 место в списке лучших городов мира 2019 года. Сан-Франциско занимает второе место в мире по возможностям трудоустройства (англ. local career opportunities), уступая только Бостону, но проигрывает по ряду других показателей (стоимость проживания, цена жилья и др.). Рейтинг 48 лучших городов мира английского журнала Time Out поместил Сан-Франциско на 31 место в 2019 году. Журнал Forbes поместил Сан-Франциско на 77 место из 82 в списке городов по качеству жизни (худший показатель среди городов США).
Калифорнийская золотая лихорадка подтолкнула Сан-Франциско к развитию банковской системы, сейчас город является главным финансовым центром на западном побережье. Монтгомери-стрит и Финансовый округ известны, как «Уолл Стрит запада», это дом для Федерального резервного банка Сан-Франциско и Pacific Exchange. Банк Америки, пионер в предоставлении услуг среднему классу, был основан в Сан-Франциско в 1928 году. Много больших финансовых институтов, мультинациональных банков и страховых компаний расположены или имеют региональные офисы в городе. В центре расположено около 30 международных финансовых организаций, 6 компаний, попадающих в Fortune Global 500, и большое число инфраструктур, направленных на профессиональное обслуживание населения (адвокатские конторы, пиар-компании, архитектурные компании и так далее).

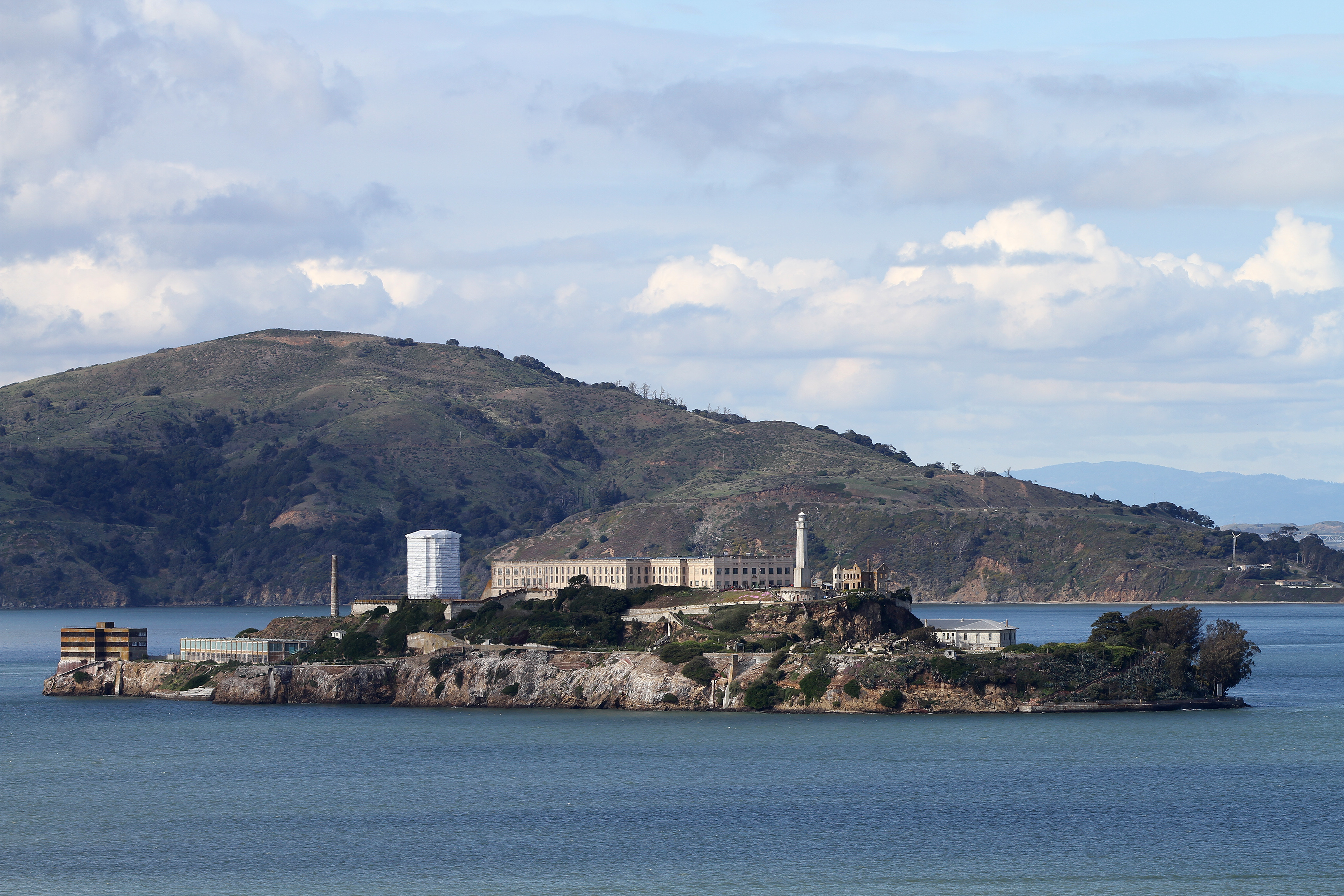
Алькатрас ежегодно посещают полтора миллиона туристов

Экономика города стремительно выросла после того, как на юге появилась Кремниевая долина, требующая привлечения специалистов высокого класса. В долине также размещён биотехнологический и биомедицинский исследовательский центр. В Мишн-Бэй находится второй кампус UCSF, который готовит высоко профессиональные кадры и служит штаб-квартирой Калифорнийского института регенеративной медицины, который финансирует программу исследования стволовых клеток по всему штату.
Маленькие компании со штатом меньше 10 человек составляют 85 % всех предприятий в городе. Количество служащих в компаниях со штатом более 1000 человек было сокращено вдвое, начиная с 1977 года. В городе очень редко можно встретить огромные супермаркеты, называемые «Биг Боксами», это вызвано тем, что строительство Биг Боксов отрицательно влияет на малый бизнес в Сан-Франциско, с которого в городскую казну поступает большая часть доходов. Комиссия Малого бизнеса поддержала кампанию по сохранению доли малого бизнеса, чем вынудила городской совет ввести ограничения на районы, в которых можно строить супермаркеты; эту стратегию поддержали жители города, проголосовавшие за вступление в силу ограничений.

## Администрация города
Начиная с 1856 года Сан-Франциско носит статус города-округа; в Калифорнии существует только одна такая консолидация. Помимо того, что мэр является главой исполнительной власти, он также стоит во главе управления округа. Юрисдикция мэра распространяется не только в пределах округа — примером является аэропорт Сан-Франциско, который находится в округе Сан-Матео, но принадлежит властям Сан-Франциско. По акту Рэкера, подписанному в 1913 году, Сан-Франциско были жалованы в вечную аренду долина Хетч-Хетчи и водораздел в национальном парке Йосемити.
Правительство Сан-Франциско состоит из 2-х равноправных ветвей. Первая ветвь — исполнительная, возглавляемая мэром и другими избираемыми лицами. Вторая ветвь — законодательная, она состоит из 11 членов, составляющих городской совет, во главе которого стоит президент. Президент отвечает за прохождение законов и принятие бюджета, хотя у жителей города есть возможность непосредственно повлиять на законодательную власть путём голосования. Члены совета города выбираются как представители разных округов города. Если мэр умрёт или уйдёт в отставку, его полномочия перейдут президенту совета; такой случай произошёл в 1978 году, когда убили Джорджа Москоне и его полномочия перешли к Дайэнн Файнстайн. Бюджет города на 2007—2008 годы составлял более 6 миллиардов долларов.
Федеральное правительство использует Сан-Франциско для расположения различных ведомств, таких как Апелляционный суд девятого округа США, Федеральный резервный банк и Монетный двор. До разоружения в 1990 году в городе существовали 3 военные базы: Пресидио, Трежер-Айленд и Хантерс-Пойнт. В наследство от них достался лишь праздник флота. В Сан-Франциско располагается Верховный суд штата Калифорния, а также ряд других учреждений штата. В городе расположены 30 дипломатических представительств различных стран мира, в том числе Генеральное консульство Российской Федерации.

## Демография
| 1848     | 1849     | 1860     | 1870     | 1880     | 1890     | 1900     | 1910     | 1920     | 1930     | 1940     | 1950     |
| -------- | -------- | -------- | -------- | -------- | -------- | -------- | -------- | -------- | -------- | -------- | -------- |
| 1000     | ↗25 000  | ↗56 802  | ↗149 473 | ↗233 959 | ↗298 997 | ↗342 782 | ↗416 912 | ↗506 676 | ↗634 394 | ↗634 536 | ↗775 357 |
| 1960     | 1970     | 1980     | 1990     | 2000     | 2005     | 2010     | 2010     | 2011     | 2012     | 2013     | 2014     |
| ↘740 316 | ↘715 674 | ↘678 974 | ↗723 959 | ↗776 733 | ↘739 426 | ↗805 235 | ↗805 704 | ↗815 016 | ↗827 420 | ↗837 442 | ↗852 469 |
| 2016     | 2017     | 2018     | 2019     | 2019     | 2020     | 2023     |          |          |          |          |          |
| ↗870 887 | ↗884 363 | ↘883 963 | ↘883 869 | ↘881 549 | ↘873 965 | ↘808 988 |          |          |          |          |          |

По состоянию на 2005 год население центра города составляло 739 426 человек. Сан-Франциско — второй по плотности населения среди городов США: на одной кв. миле проживает около 16 тысяч человек. В Сан-Франциско проживает около 0,7 млн человек, это самое большое количество среди всего района залива, город занимает 5 место в США по этому показателю, по итогам переписи 2000 года.
Белые составляют около 44 % от общего числа жителей Сан-Франциско, азиаты — около 31 %, латиноамериканцев любой расы — 14 %, афроамериканцы — менее 8 % от общего числа жителей.
Лишь небольшая часть жителей Сан-Франциско прожили в городе всю жизнь. Только 35 % жителей родились в Калифорнии, 26 % на территории США, а 39 % за пределами государства.
Заработок средней семьи Сан-франциско составил в 2005 году 57 496 долларов — это 5-й показатель среди больших городов США. Следуя национальной тенденции переезжать из более дорогих городов в погоне за увеличением дохода, многие жители среднего класса уехали из Сан-Франциско, что сказалось на процентном показателе количества детей: в городе на 14,5 % детей меньше по сравнению с другими большими городами страны. В Сан-Франциско 7,8 % составляют малоимущие семьи, это меньше среднего показателя по стране.
Бездомные являются «хронической болезнью» города начиная с 1980-х годов. На душу населения в Сан-Франциско приходится большее количество бездомных, чем в любом другом городе США. Большое количество бездомных повлияло на увеличение преступной активности. Например, за 2003 год в Сан-Франциско было совершено 5725 тяжких преступлений и 38 163 преступлений, касающихся собственности, — это больше среднего показателя по стране. Среди 50 наибольших городов по количеству населения Сан-Франциско занимает 32-е место по показателю тяжких преступлений и 38-е место по показателю имущественных преступлений.

### Религия в округе Сан-Франциско
Католики
180 798 и 49 религиозных общин
Иудеи
49 500 и 36 религиозных общин
Мусульмане
22 664 и 6 религиозных общин
Объединённая методистская церковь (протестанты-методисты)
13 522 и 16 религиозных общин
Епископальная церковь США (англикане)
6295 и 19 религиозных общин
Русская православная церковь
37 829 и 7 религиозных общин
- Никольский Патриарший собор[48]

Все религиозные — 324 882 и 408 религиозных общин
Всё население — 386 816

### Русские в Сан-Франциско
В Сан-Франциско и пригородах проживает значительная (около 20 тыс. человек) русскоговорящая община: многие живут в районе Ричмонд. Этот район славится обилием русских магазинов и ресторанов. В городе расположен русский культурный центр, основанный в 1939 году. Генеральное консульство Российской Федерации вело свою историю со времён дореволюционной России и с 1973 года работало в районе Пасифик-Хайтс.
Пресса на русском языке: «Русский Клуб Сан-Франциско» — электронная газета на русском языке; ежедневные новости, события и каталог русскоязычных бизнесов Сан-Франциско и зоны залива.
В Сан-Франциско с 1921 г. издаётся газета «Русская жизнь». Газета рассказывает читателям о русской колонии в США, о событиях в России, и представляет воспоминания и исторические статьи, относящиеся главным образом к русской эмиграции.
В Сан-Франциско есть Русский центр, расположенный в отдельном доме, а также Музей русской культуры.
Также в Сан-Франциско были литературные кружки, один из которых — «Кружок поэтов и писателей „Литературные Встречи“», объединивший многих русских поэтов и писателей в эмиграции.
Последние два года своей жизни в пригороде Сан-Франциско жил советский актёр Савелий Крамаров.
В Сан-Франциско живёт писатель Маргарита Меклина. Она — лауреат «Русской премии» за 2008 год в номинации «Малая проза» за цикл очерков и рассказов «Моя преступная связь с искусством». Премия присуждается в Москве зарубежным авторам, которые пишут на русском языке.
В Сан-Франциско расположен кафедральный собор иконы Божией Матери «Всех скорбящих Радость» — кафедральный собор Сан-Францисской и Западно-Американской епархии Русской православной церкви заграницей.

### ЛГБТв Сан-Франциско

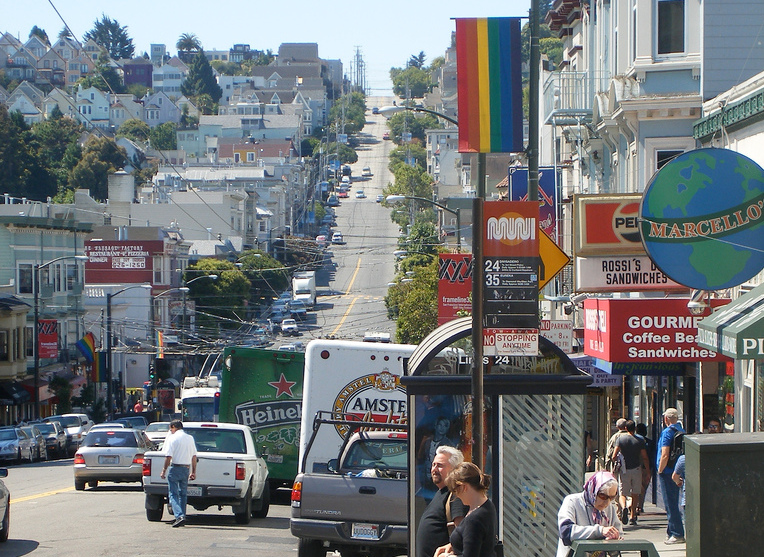
Улица Кастро-стрит

Сан-Франциско — первый город в мире по доле проживающих в нём гомосексуалов, по различным данным таковых от 10 % до 15,4 % общего населения. Такая ситуация связана с миграцией геев и лесбиянок из консервативной провинции в крайне либеральный мегаполис.
Сан-Франциско является одним из исторических гей-центров: с гей-кварталом Кастро связана история политического взлёта гомосексуала Харви Милка, здесь появился самый известный символ ЛГБТ-сообщества — радужный флаг — и прошёл первый в мире ЛГБТ-кинофестиваль «Фреймлайн», возведён Мемориальный парк Розового треугольника и так далее.
30 января 2019 года информационный портал Travel and Leisure опубликовал рейтинг наиболее романтичных городов мира. В ходе исследования анализировалось количество людей, стремящихся сделать предложение руки и сердца либо вступить в брак на территории определённого города. Также анализировалась сексуальная активность жителей и наличие благоприятных условий для ЛГБТ-знакомств. По результатам исследования Сан-Франциско занял седьмое место в данном рейтинге.

## Образование

### Высшее образование
Сан-Францисский университет штата — это часть Калифорнийской университетской системы штата. Он находится около озера Мэрсед. Университет ежегодно выпускает 30 000 студентов и принимает новичков; преподаватели, многие с учёной степенью, преподают более ста дисциплин. Городской колледж Сан-Франциско, находящийся в округе Инглисейд, считается одним из самых больших колледжей в стране. Он обучает около 100 000 студентов и предлагает продолжительную программу обучения. В 1855 году был основан Иезуитский университет Сан-Франциско, сегодня он располагается в районе Лоне-Маунтин. Университет сфокусирован на свободомыслящем искусстве, это один из самых старых университетов, основанный западнее реки Миссисипи.
Калифорнийский университет в Сан-Франциско — это один из 10 кампусов Калифорнийской университетской системы, и 2-й работодатель в городе. Специализируется на биомедицинских исследованиях и выпускает студентов только с медицинским образованием, входит в пятёрку лучших медицинских школ в США. При университете есть медицинский центр КУСФ, который входит в 10-ку лучших больниц в стране. В 2003 году открылся новый 43-акровый кампус КУСФ, где ведутся исследования в сфере биотехнологии и наук о сознании и поведении. В районе Сивик-Сентр находится Хастингский юридический колледж, основанный в 1878 году, самый старый юридический колледж в Калифорнии, он выпускает больше судей, чем любой другой институт.
Многие специалисты в изобразительном искусстве обучались в Сан-Франциском институте искусств или в самой большой в США, частной Академии искусств.
Калифорнийская кулинарная академия, в рамках программы Le Cordon Bleu, предлагает абитуриентам обучиться искусству приготовлении и выпечки, а также управлению ресторанами.

#### Консерватория Сан-Франциско
В Сан-Франциско расположена единственная консерватория на западном побережье Соединённых Штатов Америки. Здесь учился знаменитый американский джазовый трубач Эдди Хендерсон.

### Начальные и средние школы
Жители Сан-Франциско имеют большой выбор общественных школ, но в большинстве случаев предпочитают отдавать детей в высшую школу Лоуэлл, самую старую школу западнее реки Миссисипи, и в маленькую школу Искусств. В сравнении с 10 % на территории страны в Сан-Франциско чуть меньше 30 % школьников обучаются в одной из ста частных или приходских школах. Из этих 100 школ 40 попадают под контроль Римско-католической церкви Сан-Франциско.
Среди множества частных школ, можно выделить 2 школы: подготовительный колледж Святого Игнатиуса и школа «Священное сердце». Обе школы самые старые и непримиримые соперники. Каждый год школы устраивают соревнования «Брюс Махони», в память о 2-х убитых школьниках в период 2-й мировой войны.

## Инфраструктура

### Дороги и автострады

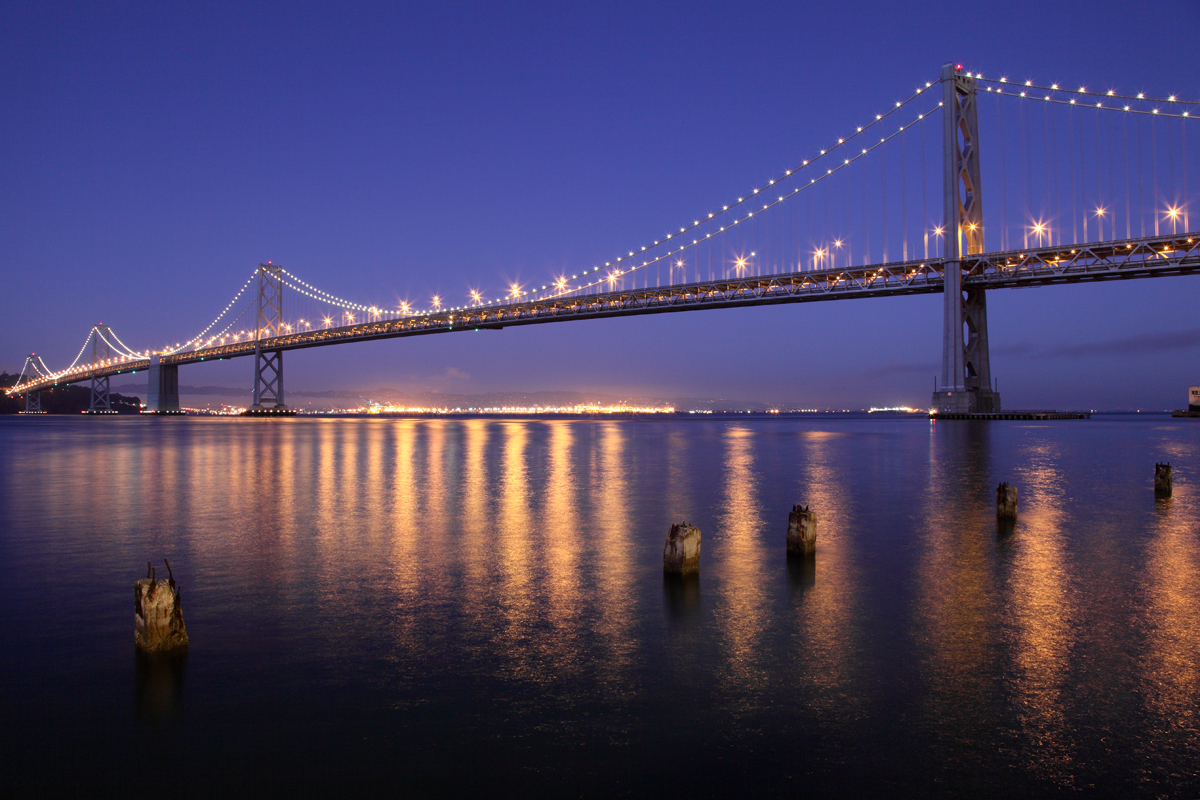
Мост Бэй-Бридж, соединяющий Сан-Франциско и Окленд

Из-за уникальной географии, что часто мешало строительству дорог, и из-за результатов «дорожной революции» в конце 50-х Сан-Франциско — один из немногих городов США, который выбрал европейский артериальный стиль расположения дорог вместо большой сети автострад. Жители города продолжают следовать этому курсу, выбрав после землетрясения Лома Приета полное уничтожение автострады Эмбаркадеро и часть центральной автострады, превратив их в бульвары.
Через город проходит несколько главных автострад, соединяющих север западного побережья с югом или западное побережье с центром материка. Автомагистраль I-80, ведущая в Нью-Йорк, начинается по приближению к мосту Бэй-Бридж, соединяющий Сан-Франциско и Окленд, единственный прямой автодорожный путь на восточный берег залива. Федеральная автодорога US 101 соединяет Сан-Франциско с Сан-Хосе (в южном направлении) и округом Марин (в северном направлении, через мост Золотые ворота). Автодорога SR 1 также проходит через мост Золотые ворота. Автомагистраль I-280, начинаясь в городе, также соединяет его с Сан-Хосе. Автодорога SR 35, которая проходит по гребню гор Санта-Круз, входит в город по бульвару Скайлайн, что в южной части Сан-Франциско. Самыми оживлёнными улицами города считаются бульвар Гири, Линкольн-Уэй, Фелл-Стрит, Маркет-Стрит и Портола-Драйв.

### Общественный транспорт

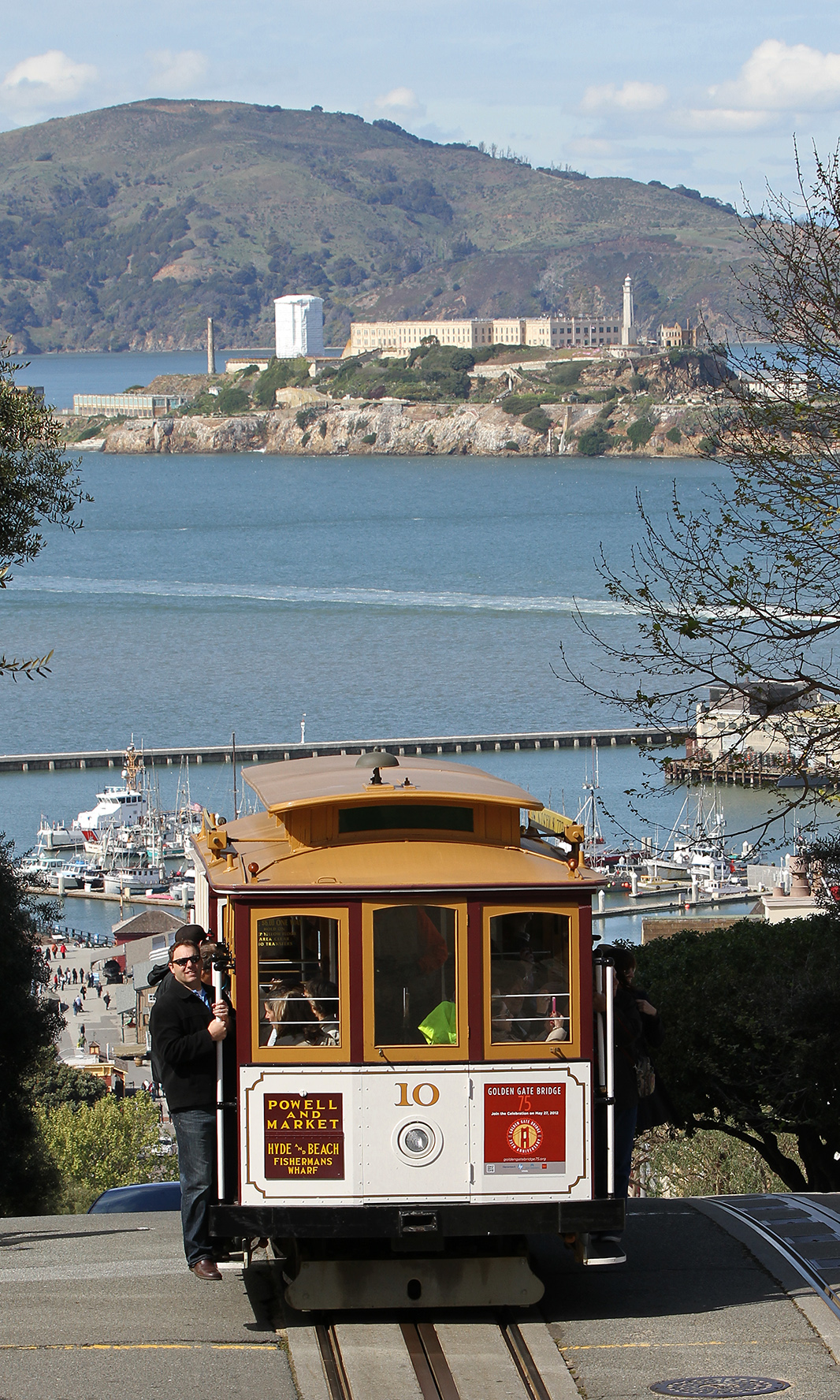
Кабельный трамвай

Система общественного транспорта Сан-Франциско — самая развитая система на западном побережье США. Около 35 % населения города ежедневно пользуются общественным транспортом. Транспортная система города включает в себя автобусы, троллейбусы, наземные и подземные скоростные трамваи Muni Metro. Всё это — так называемая система San Francisco Municipal Railway (MUNI), в состав которой также входят знаменитые исторические кабельные трамваи (см. Кабельный трамвай Сан-Франциско).
Помимо внутригородского транспорта, в Сан-Франциско развита система пригородных сообщений. В городе функционирует своего рода метрополитен агломерации, работу которого обеспечивает агентство BART. BART — это региональная система быстрого перемещения, которая соединяет Сан-Франциско с восточным побережьем через туннель Трансбэй, под его юрисдикцию также попадают пути сообщения с Сан-Матео, с международным аэропортом Сан-Франциско и с Милбрэй. Железнодорожная система Калтрейн связывает Сан-Франциско с Сан-Хосе.
Транспортный комплекс Трансбэй Терминал обслуживает вокзалы большого ряда систем железнодорожных сообщений, таких как AC Transit, samTrans и Golden Gate Transit. Маршрут поездов Сан-Франциско — Эмеривилл обслуживает система Amtrak.
В Сан-Франциско существует небольшой флот паромов, которые перевозит людей в округ Марин, Окленд или на север Вальехо, что в округе Солано.

### Аэропорт
Международный аэропорт Сан-Франциско (IATA: SFO, ICAO: KSFO, FAA LID: SFO) расположен в 21 км южнее города на берегу залива Сан-Франциско (англ. San Francisco Bay), в округе Сан-Матео, он находится под юрисдикцией города-округа Сан-Франциско. Это центр для United Airlines, самого крупного арендатора, и компании Virgin America.
Аэропорт Сан-Франциско расположен на искусственно засыпанной территории залива Сан-Франциско. Международный терминал аэропорта — самый большой в Северной Америке, В течение экономического роста в конце 1990-х, когда трафик стал очень плотным и вызывал всё более длительные задержки, было решено построить дополнительную взлётно-посадочную полосу, что потребовало дополнительно осушить залив. В 2019 году по количеству обслуживаемых пассажиров аэропорт занимал 24-е место в мире, приняв около 57,5 млн человек.
Недалеко от Сан-Франциско имеются ещё два крупных гражданских аэропорта. Это аэропорт Сан-Хосе — Norman Y. Mineta San José International Airport (IATA: SJC, ICAO: KSJC, FAA LID: SJC) — расположенный в 70 км на юго-восток от Сан-Франциско, а также аэропорт Окленда — Oakland International Airport (IATA: OAK, ICAO: KOAK, FAA LID: OAK) — расположенный в 32 км на восток от города на противоположном берегу залива Сан-Франциско.

### Порты
Порт Сан-Франциско был ранее самым большим и загруженным портом на западном побережье США. Сейчас это звание принадлежит портам Лос-Анджелеса и Лонг-Бич. Его особенностью были многочисленные пирсы перпендикулярно расположенные берегу. Они имели в своём наличии краны для разгрузки пришвартованных кораблей и развитые транспортные пути для перевозки грузов на склады. Порт принимал грузы с портов со всего света и был главным центром западного побережья по торговле лесоматериалом. Забастовка докеров западного побережья, состоявшаяся в 1934 году, стала важным событием в истории рабочего движения и привела к приостановке работы порта и столкновениям с силами национальной гвардии.
Развитие контейнерных перевозок, устранившее необходимость в портах на основе пирсов, привело к перемещению в Окленд большей части коммерческого грузопотока. Многие причалы остались брошенными на многие годы после разрушения шоссе Эмбаркадеро вплоть до завершения реконструкции района порта. Центр порта — здание Ферри, которое до сих пор занимается вопросами перевозок в пригородные зоны. Здание было восстановлено и переделано в рыночную площадь. Неиспользуемые для основного судоходства пирсы в настоящее время используются в основном для офисных зданий, магазинов, музеев, швартовки туристических судов, яхт и частных кораблей.

### Прозвища города
- Город у залива (англ. The City by the Bay)
- Город (англ. The City)
- Фриско (англ. Frisco)

## Города-побратимы
Ниже представлен список городов-побратимов Сан-Франциско.
- Абиджан, Кот-д’Ивуар (1986)[57][58][…]
- Аддис-Абеба, Эфиопия
- Алассио, Италия
- Амман, Иордания (2010)[57][59]
- Ассизи, Италия (1969)[57]
- Бангалор, Индия (2009)[57]
- Барселона, Испания (2010)[57]
- Белен, Бразилия
- Бургас, Болгария
- Бухарест, Румыния
- Вальпараисо, Чили
- Владивосток, Россия
- Искья, Италия
- Кальтаджироне, Италия
- Кальяо, Перу (2016)
- Каракас, Венесуэла
- Кейптаун, ЮАР
- Киль, Германия (22 сентября 2017)[60][57]
- Корк, Ирландия (1984)[57]
- Краков, Польша (2 июля 2009)[61][57][…]
- Лиссабон, Португалия
- Манила, Филиппины (1981)[57]
- Неаполь, Италия
- Осака, Япония (1957)[57][62]
- Париж, Франция (1997)[57][63]
- Салоники, Греция (1990)[57]
- Сеул, Республика Корея (1975)[57]
- Сидней, Австралия (1968)[57][64]
- Тайбэй, Тайвань (1970)[57][65]
- Хайфа, Израиль (1973)[57]
- Хошимин, Вьетнам (1995)[57]
- Цюрих, Швейцария (2003)[57][66]
- Шанхай, Китай (1980)[57]